# Küssaberg
Küssaberg ist eine Gemeinde im Landkreis Waldshut in Baden-Württemberg an der Grenze zur Schweiz. In Küssaberg verläuft die Verkehrsverbindung Deutschlands mit der Schweiz zwischen Waldshut-Tiengen und Schaffhausen über die Rheinbrücke Zurzach–Rheinheim. Die auf der Gemarkung Küssabergs gelegene Küssaburg ist Wahrzeichen des Landkreises Waldshut.

## Geographie

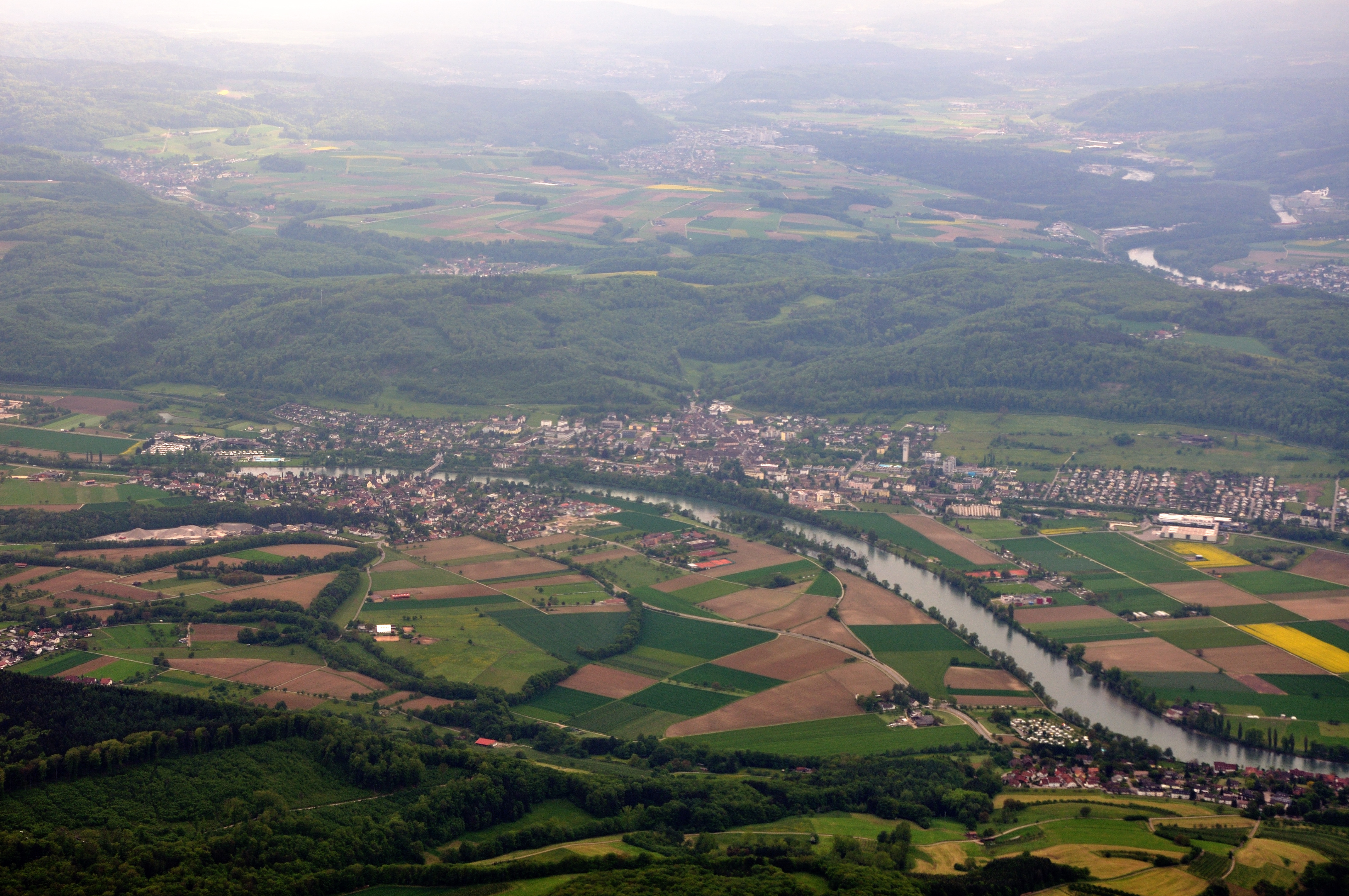
Küssaberger Ebene mit Rheinheim, gegenüber: Bad Zurzach (CH), Kadelburg (unten rechts)

Küssaberg liegt am südöstlichen Rand des Schwarzwalds und ist Teil der Landschaft Klettgau. Die Gemeinde liegt in einer Ebene, die zum Land hin von einer Bergkette des Randen und im Süden vom Hochrhein begrenzt wird. Das Gemeindegebiet umfasst 26,20 km²; 10,18 km² sind bewaldet, die Landwirtschaftsfläche beträgt 12,62 km². Im von Wald und landwirtschaftlicher Nutzung geprägtem Umfeld liegt von den Wohnbereichen abgeschirmt ein Gewerbebezirk.
Lage

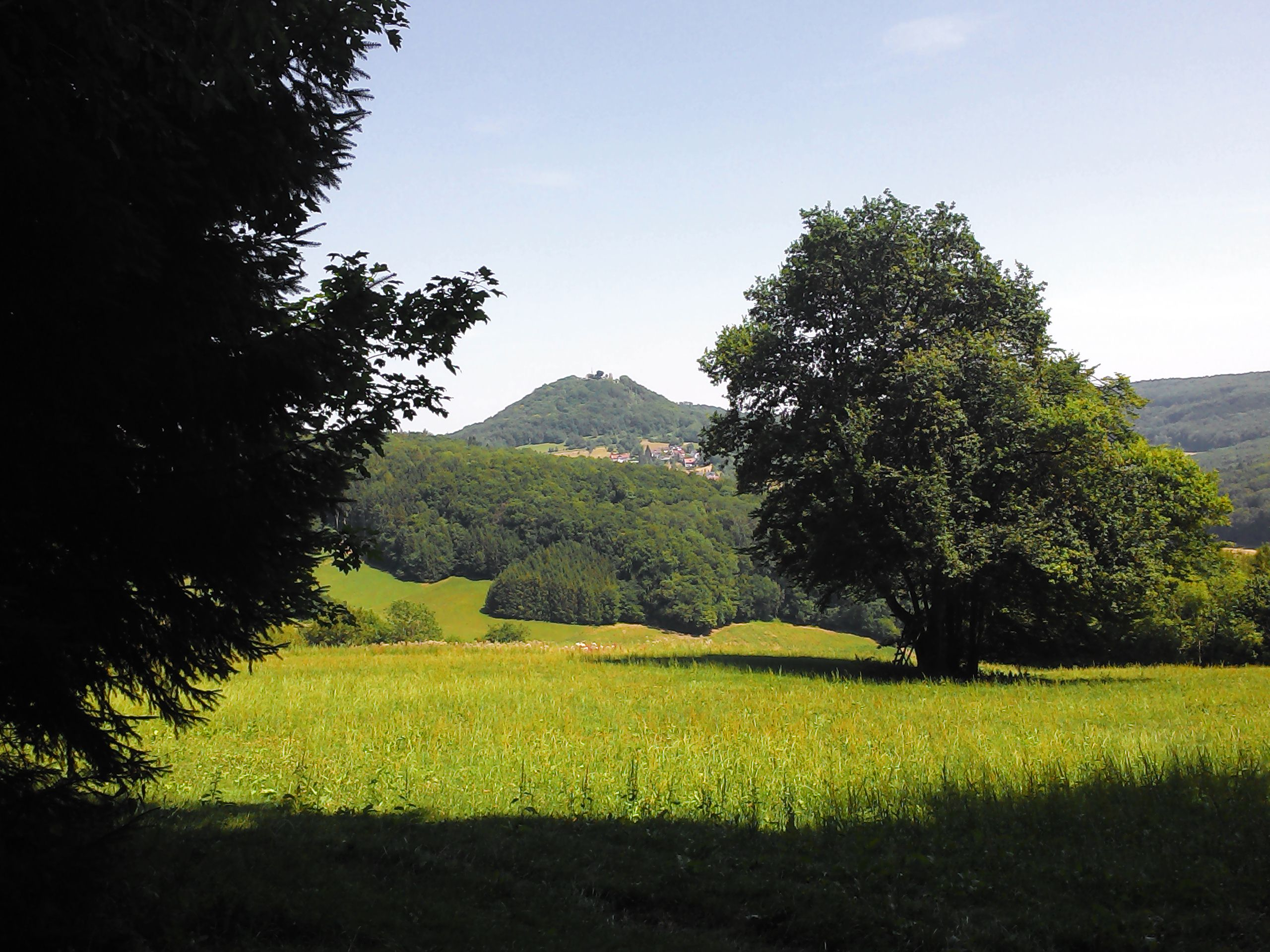
Küssenberg mit Burg von Westen

Die Randen-Bergkette mit der Ruine Küssaburg in 634 Meter Höhe bildet im Osten die Grenze zur Gemeinde Hohentengen am Hochrhein, im Nordosten zur Gemeinde Klettgau und im Nordwesten zur Gemeinde Lauchringen. Im Westen führt durch einen Engpass nahe dem Mündungsgebiet des Rhein-Zuflusses Wutach die Landesstraße 161 in den Bereich der Städte Waldshut und Tiengen.
Auf der Schweizer Seite liegt der Kanton Aargau mit den Gemeinden Zurzach und Mellikon. Die Stadt Zürich liegt 30 Kilometer entfernt.
Weiteres Umfeld
Küssaberg liegt etwa in der Mitte zwischen Basel und dem Bodensee; bis Freiburg und zur französischen Grenze (Vogesen) sind es 80 bis 120 Kilometer; im Norden liegen im Schwarzwald der Feldberg, der Schluchsee und die Wutachschlucht, nordöstlich die ehemalige Kanonen- und heutige Museumsbahn. In 20 Kilometer Entfernung liegt der Rheinfall von Schaffhausen. Hier befindet sich auch die Anbindung an die Autobahn A 81. Im Süden ist der Flughafen Zürich-Kloten in einer Stunde Fahrzeit zu erreichen.
Siehe auch: Touristische Kurzbeschreibung

## Gemeinde
Die Gemeinde Küssaberg besteht aus den bis in die 1970er Jahre selbstständigen Ortschaften Bechtersbohl, Dangstetten, Kadelburg, Küßnach, Reckingen, Rheinheim und der Siedlung Ettikon. Dazu gehören im jeweiligen Umfeld zahlreiche Höfe und historisch auch ehemalige Siedlungsplätze.
Seit der Gemeindereform besteht ein Gemeindeverwaltungsverband mit Hohentengen am Hochrhein. Mit der Nachbargemeinde ist seit dem Schuljahr 2013/14 die Gemeinschaftsschule „Rheintal“ als weiterführende Schule vor Ort mit zwei Standorten in den beteiligten Gemeinden eingerichtet; die Klassen von 1–10 sind nach Altersgruppierungen verteilt und werden von 37 Lehrkräften unterrichtet.

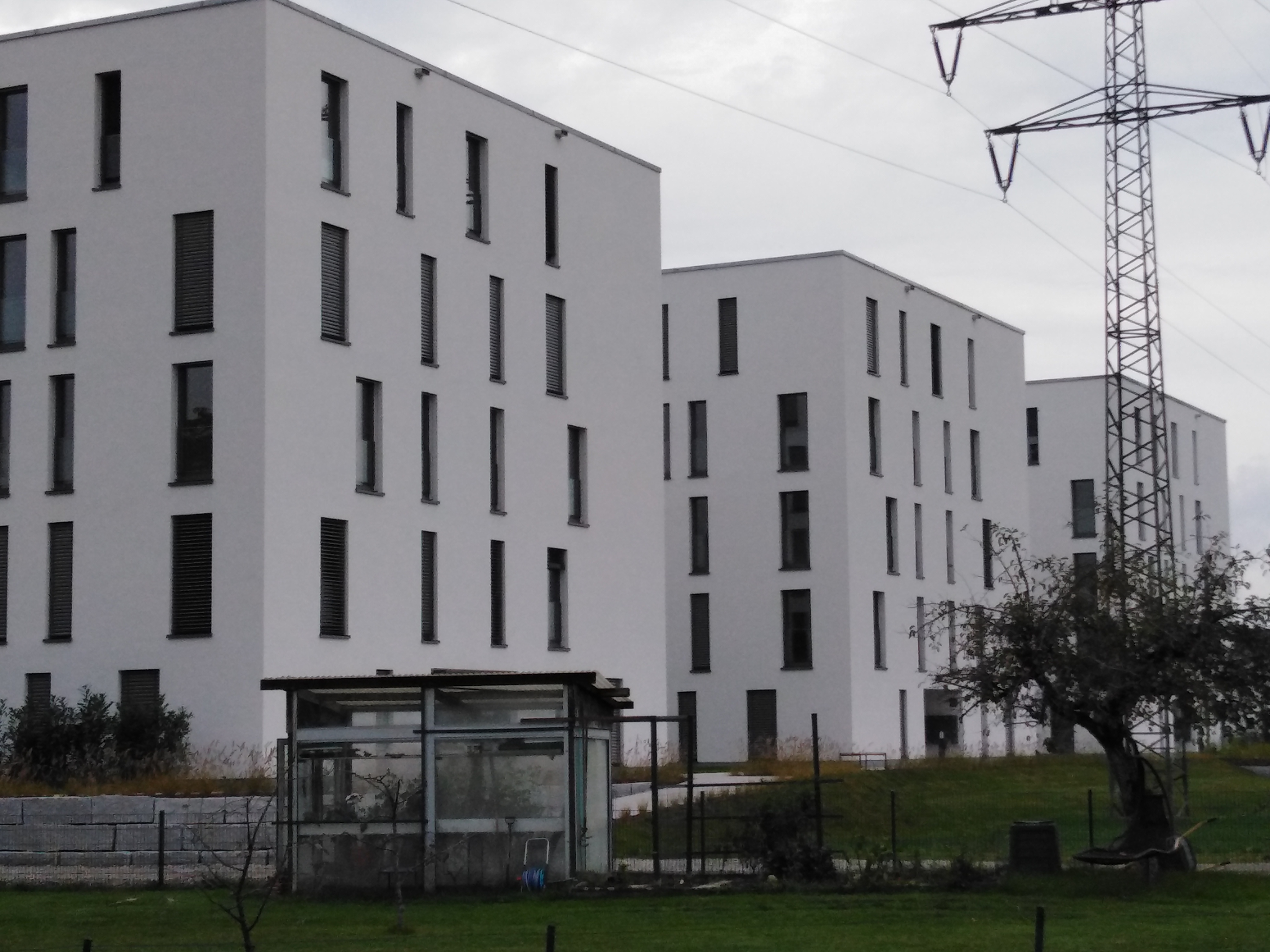
Wohnviertel „Neunschwanz“ in Kadelburg

Ein zentrales Anliegen der Gemeinde ist die Wohnbebauung – Modellcharakter für eine ländliche Gemeinde hat das Wohnviertel „Neunschwanz“ in Kadelburg. Das neue Feuerwehrhaus mit DRK-Räumen wurde am 8. April 2018 eingeweiht. In Kadelburg soll die Ortsmitte neu gestaltet werden (bis 2022), „damit sich Geschäfte und Dienstleister weiterentwickeln und besser aufstellen können.“ Die Supermärkte müssen umziehen, auch „Aufenthalts- und Begegnungsbereiche“ sind vorgesehen.
- Die Verwaltungsgemeinde siehe: Die politische Gemeinde
- Kirchen siehe: Religiöse Gemeinschaften

Entwicklungspolitischer Hintergrund

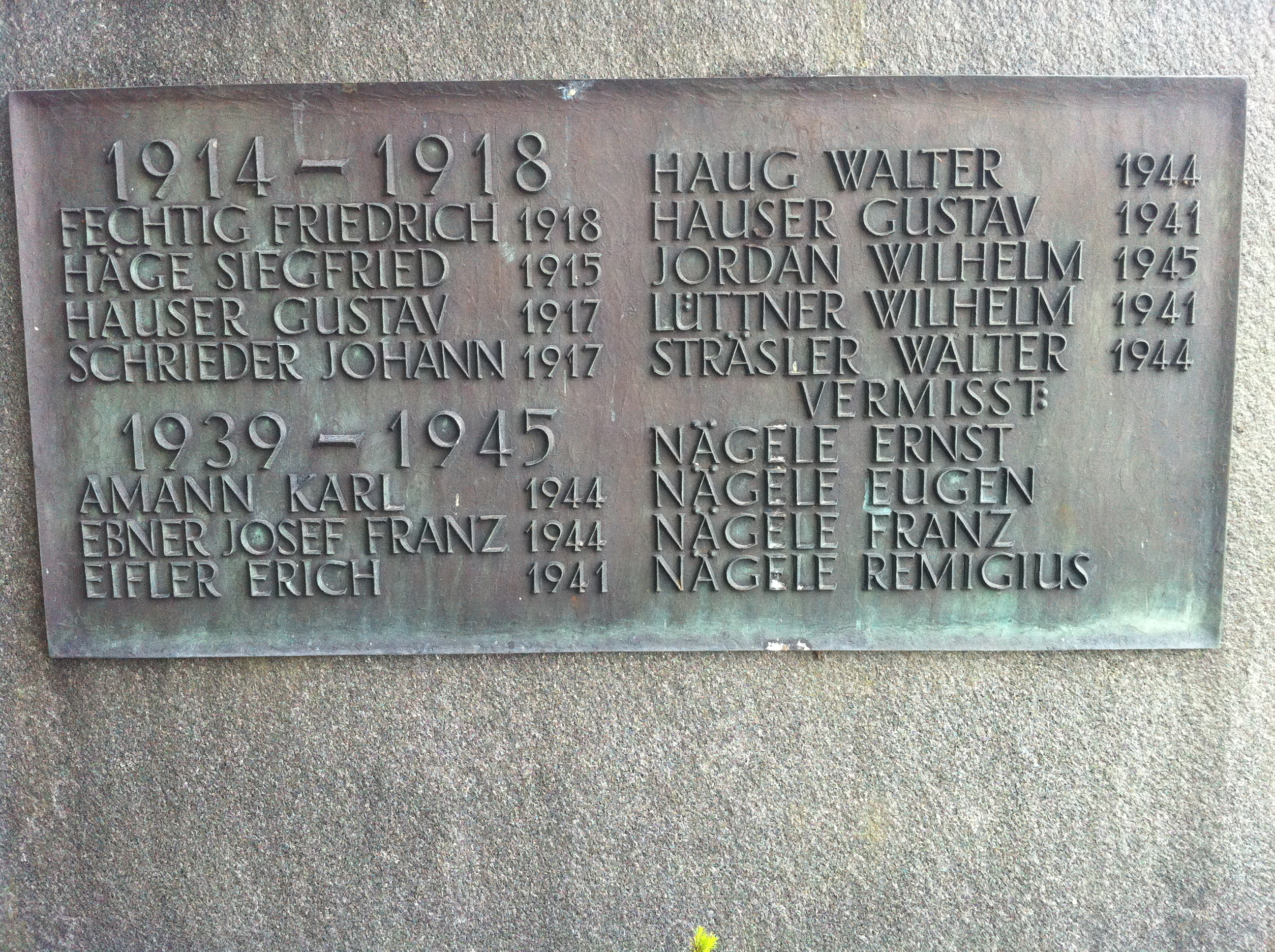
Gedenktafel beim Friedhof Bechtersbohl

Die Nachwirkungen des Zweiten Weltkriegs und der Hungerwinter 1946/47 wurden durch die Schweizer Nachbarschaftshilfe abgemildert. Da die mittlere Hochrheinregion nahe an der Wirtschafts- und Industriemetropole Zürich und deren Umfeld liegt, fand ab den 1950er Jahren ein hoher Prozentsatz der deutschen Bevölkerung in den angrenzenden Schweizer Kantonen gut bezahlte Arbeitsstellen und die Schweizer Bevölkerung nutzt das nach wie vor bestehende Währungsgefälle zu Einkaufs- und Freizeit-Unternehmungen ins deutsche Grenzgebiet.
Leistungen

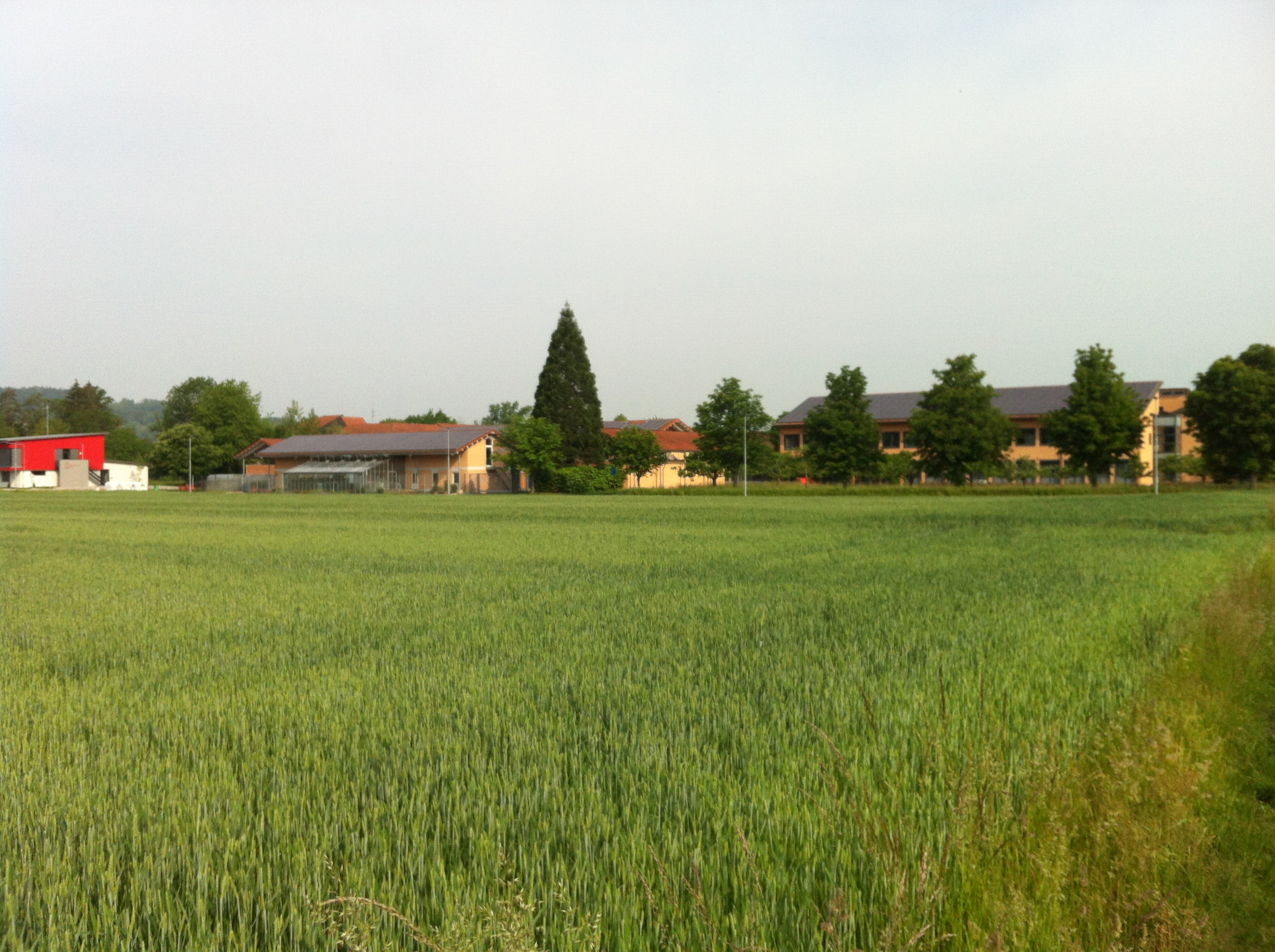
Gemeindezentrum zwischen Rheinheim und Kadelburg

Seit der in Küssaberg wirksamen Gemeindereform Mitte der 1970er Jahre entstand ein Gemeindezentrum mit einer Haupt- und Werkrealschule (der heutigen GMS Rheintal), zwei Sporthallen (Küssaburg-Halle im Gemeindezentrum in Rheinheim und Sporthalle bei der Grundschule in Kadelburg), Freisportanlagen und Rathaus. Hinzu kommen vier Kindergärten in Dangstetten, Kadelburg, Rheinheim sowie dem Waldkindergarten auf der Anhöhe bei der Küssaburg.
Bürgergemeinschaft
Die Bürgergemeinschaft Küssaberg entstand 2016, als sich der Ortseniorenrat, das kommunale Seniorenwerk, die Nachbarschaftshilfe und der Förderverein Sozialstation zusammenschlossen. Stand 2017 hat der Verein mehr als 700 Mitglieder. Ehrenamtliche Helfer organisieren unter anderem einen an vier Tagen der Woche fahrenden „Bürgerbus“.
Projekt „Wohnen im Alter“

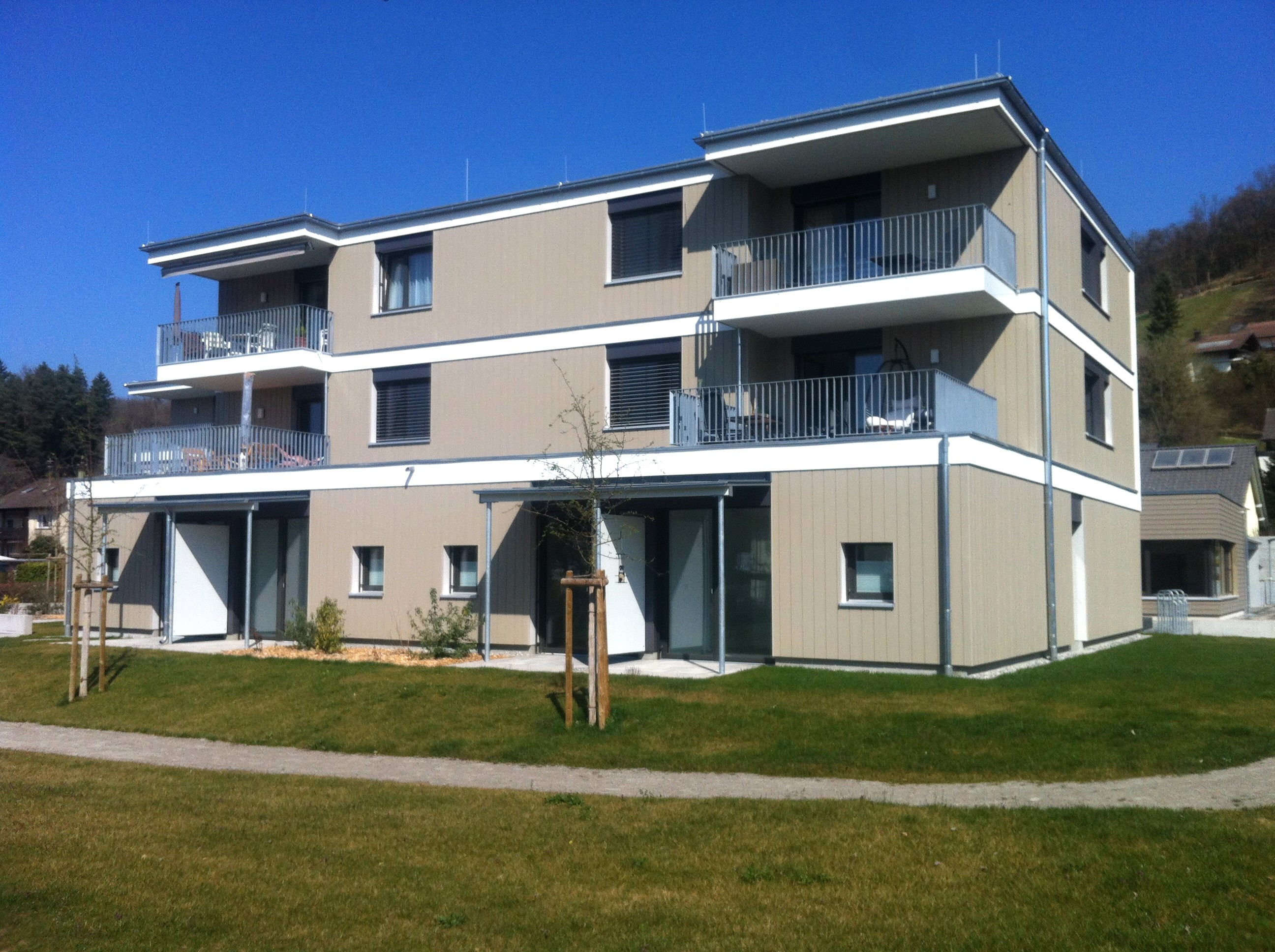
Haus Wohnen im Alter kurz vor der Eröffnung (März 2022)

Ab 2017 plante die Gemeinde die Vorbereitung und Umsetzung einer vollständig selbstverwalteten Wohngemeinschaft in einem Bauprojekt. Mit einem Jahr Verzögerung gegenüber der Planung konnten nach dem ersten Spatenstich im Juni 2019 im Dezember 2021 erste Bewohner einziehen. Am 9. April 2022 fand die offizielle Übergabe und Inbetriebnahme statt.
Weitere Arbeitsbereiche der Bürgergemeinschaft sind:

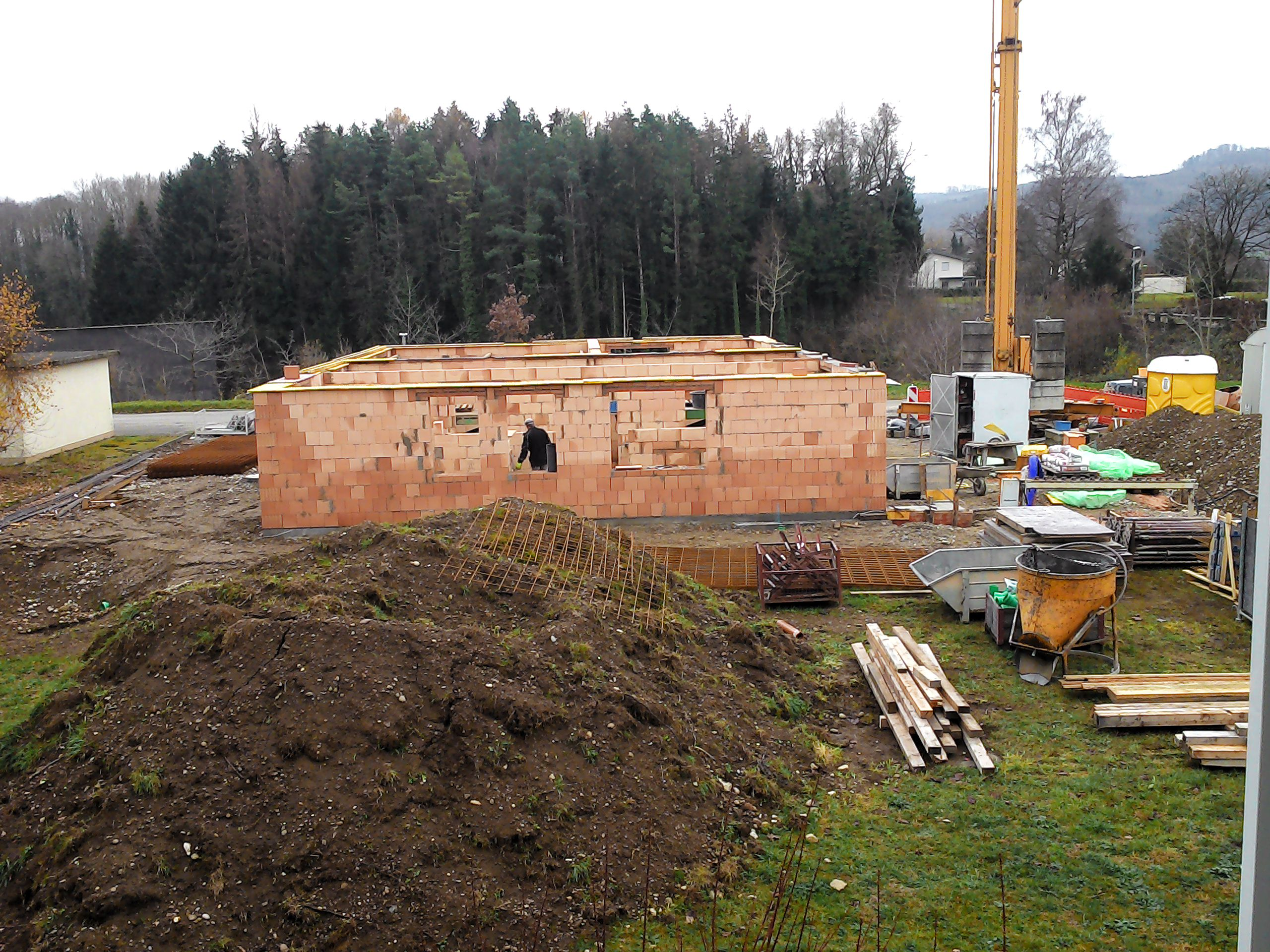
Hausbau der Gemeinde für Flüchtlingsfamilien (Nov. 2015)

- Nachbarschaftshilfe (mit Vermittlung von Handwerkerarbeiten in Haus und Garten für Senioren)
- Veranstaltungen mit „Jung und Alt“ zur Kommunikation unter den Generationen.

Flüchtlingshilfe
In Küssaberg wurden bis Juni 2018 rund 70 Flüchtlinge aufgenommen. Ein Flüchtlingshelferkreis vermittelt unter anderem auch Arbeitsstellen, jeder Flüchtling hat einen zugeteilten „Paten“.
Kulturelle Gemeinde

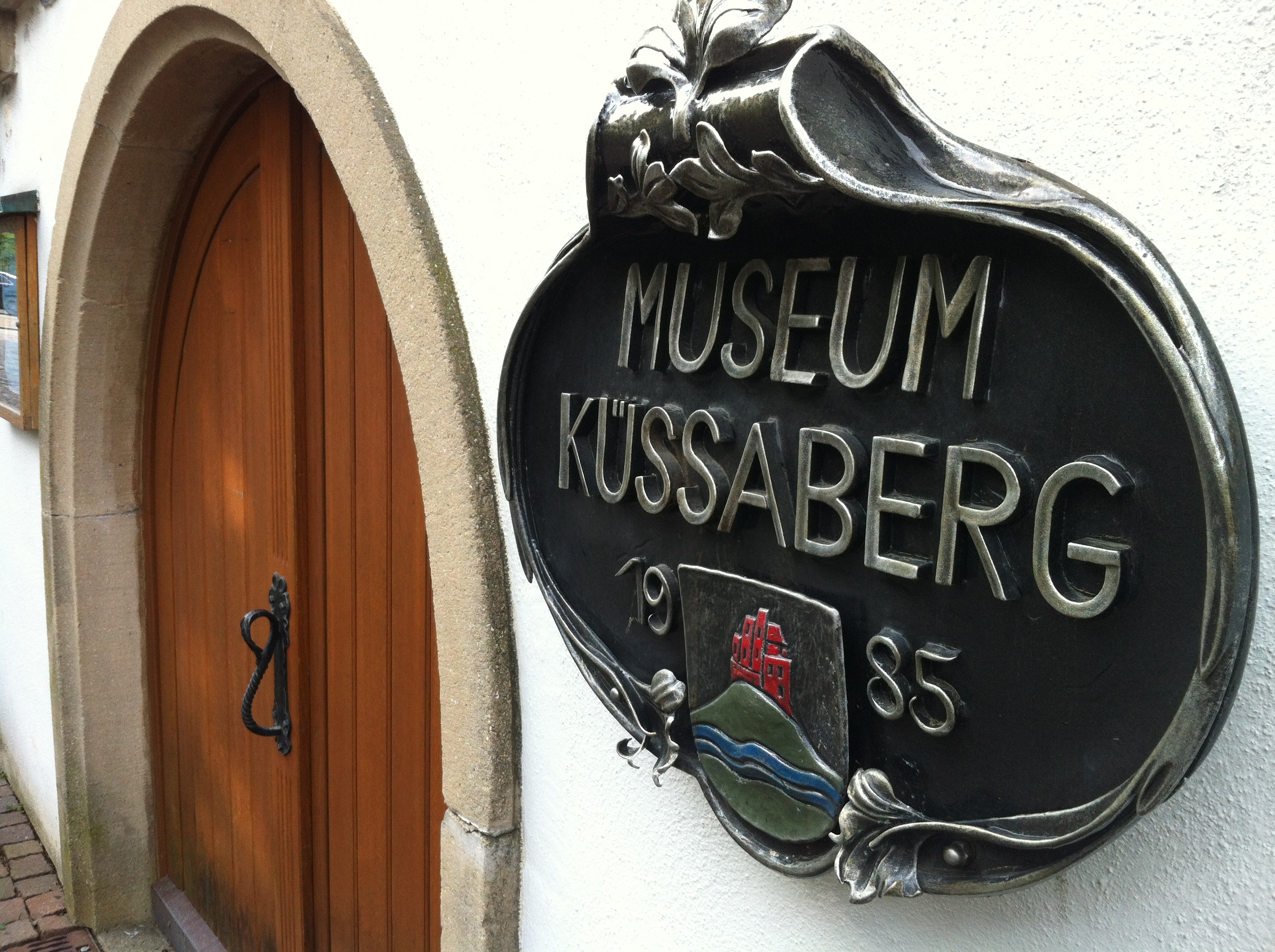
Museum mit Ausstellungen zu Zeitgeschichte, Sammlungen und Kunsthandwerk

Das 1985 gegründete Museum Küssaberg zeigt die Kontinuität der Besiedlung mit einem umfangreichen Dauerprogramm. Außerdem hat das Museum ein etwa sechsmal jährlich wechselndes Ausstellungsprogramm. Dem ursprünglichen Gründungsmotiv, der römischen Vergangenheit Küssabergs, dient der Gewölbekeller des kaiserlichen Jagdhauses und ehemaligen Ratshauses von Rheinheim, hier befinden sich Nachbildungen der wichtigsten Objekte aus dem Römerlager Dangstetten und originale, auch dendrochronologisch erfasste Fundamentpfosten aus dem Eichenholz einer antiken Rheinbrücke sowie Studien und Modelle zum römischen Brückenbau.
Tourismus

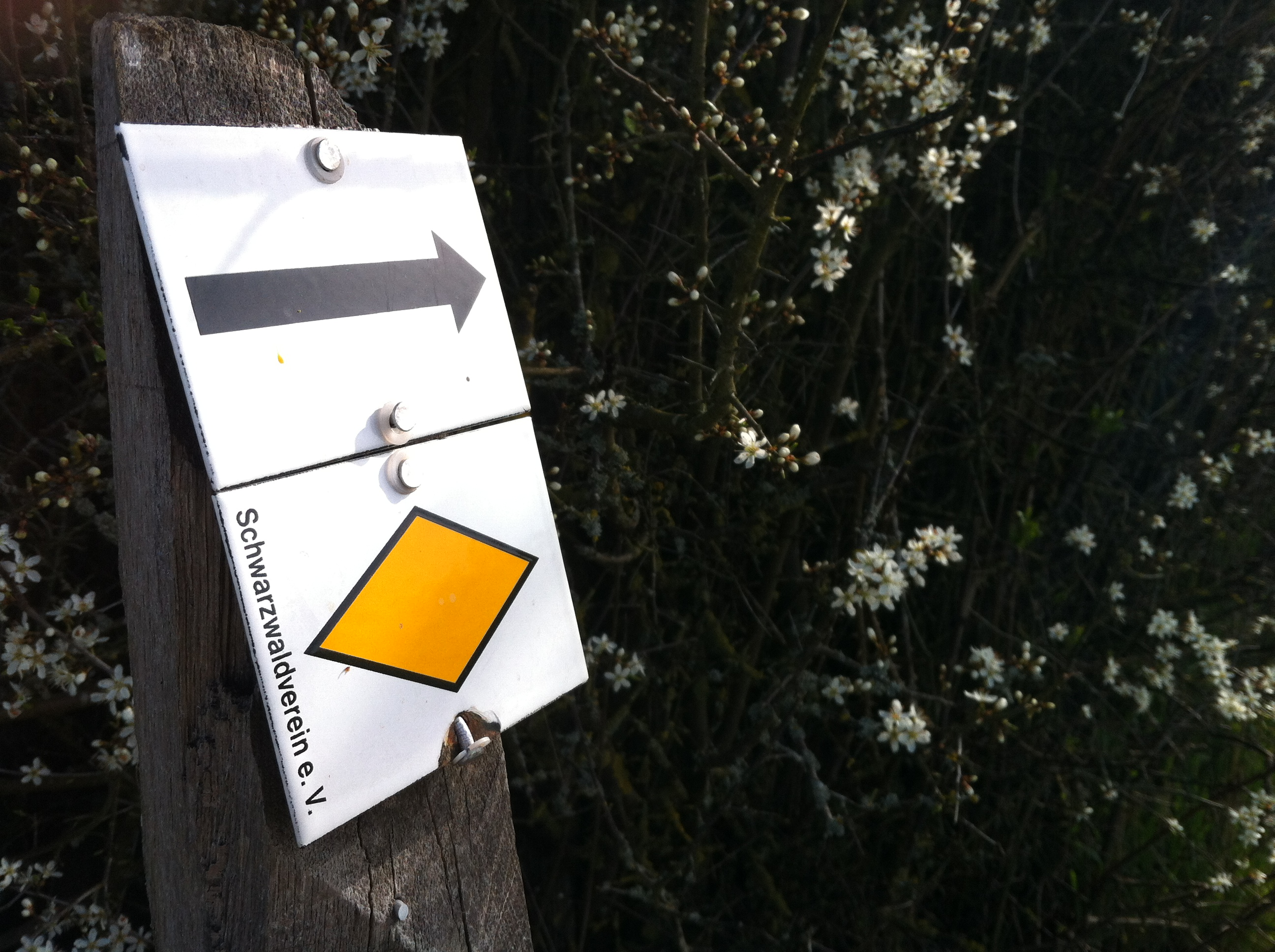
Einheitliche Wanderweg-Markierung

2016 lag die Zahl der Übernachtungen in Küssaberg bei 30.000.
In Küssaberg befindet sich eine Minigolfanlage mit von Kunsthandwerkern gestalteten Schikanen, es werden Kanu- und Soft-Rafting-Touren auf dem Rhein angeboten, unter anderen mit Durchquerung des Lauffen bei Ettikon.
Naturschutzgebiete
Küssaberg befindet sich innerhalb eines Schutzgebietsnetzes.
- Orchideenwiese Küßnach
- Lauffen bei Ettikon (Stromschnellen im Rhein)
- Naturschutzgebiet Küssaberg
- Pulsatilla-Standort Dangstetten

## Ortschaften
Überblick
| Wappen            | Ortsteil     | Einwohner (Stand: 2022) |
| ----------------- | ------------ | ----------------------- |
| Wappen            | Bechtersbohl | 0280                    |
| Wappen            | Dangstetten  | 1114                    |
| Führt kein Wappen | Ettikon      | 0305                    |
| Wappen            | Kadelburg    | 2015                    |
| Wappen            | Küßnach      | 0137                    |
| Wappen            | Reckingen    | 0339                    |
| Wappen            | Rheinheim    | 1467                    |

Ortschaftsporträts
„Die Geschichte beginnt nicht mit den Anfängen, sondern erst mit der schriftlichen Überlieferung der Geschehnisse.“ schrieb noch der Heimatforscher Emil Müller-Ettikon 1981. Heute erweitert die Archäologie mit immer differenzierteren Methoden zwar weniger das Wissen um Ereignisse, jedoch die Vorstellungen zur Lebensweise in frühen Kulturen – oft über bemerkenswerte Handwerkstechniken.

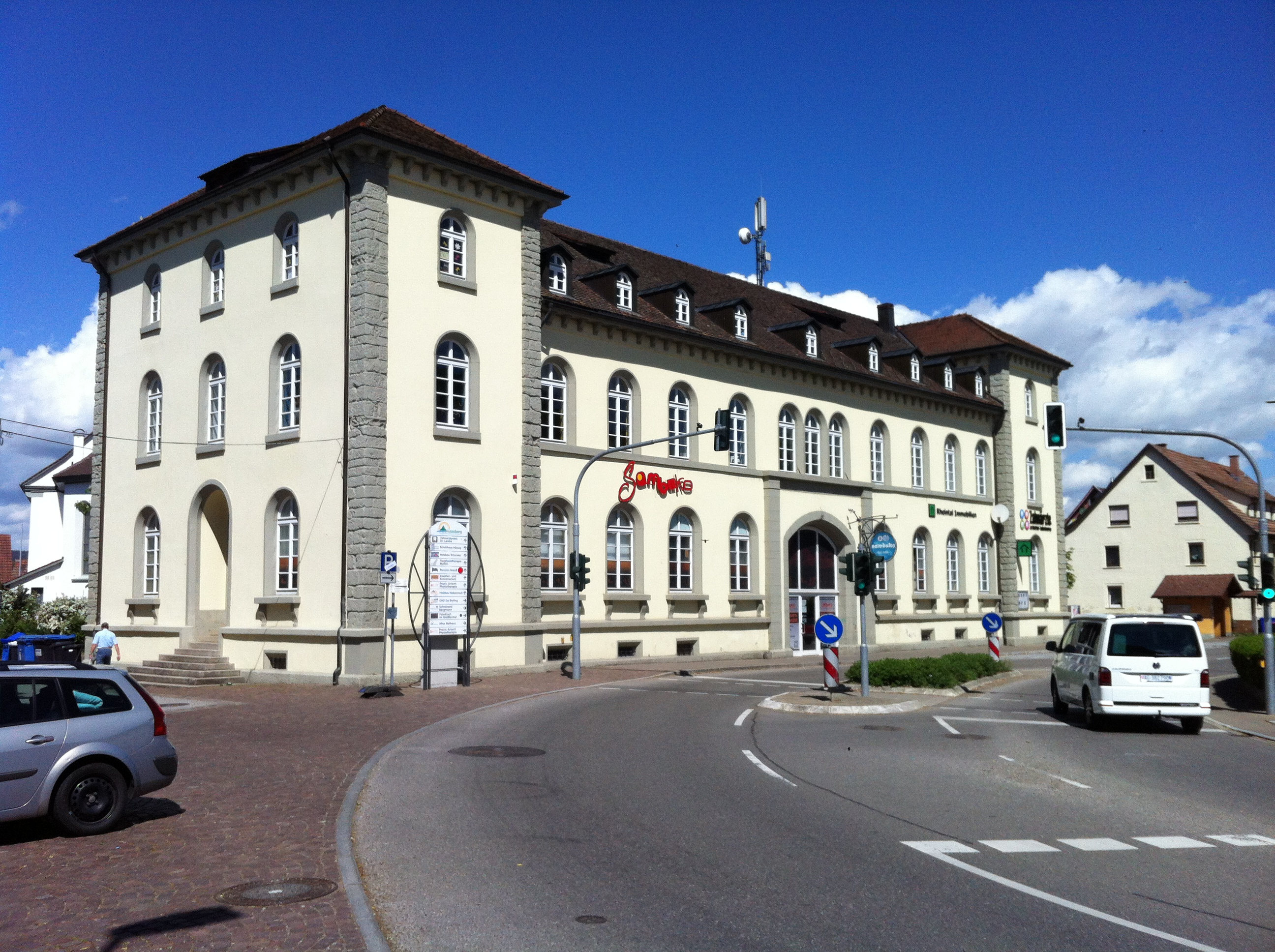
Altes Zollhaus in Kadelburg

- Kadelburg ist der älteste Siedlungsplatz der Gemeinde, Funde sind seit der Steinzeit bezeugt. Grund für die Bedeutung der Ortschaft seit der Frühzeit war die Verbindung eines nahegelegenen, gut zu befestigenden Platzes (Anhöhe mit Bergkirche) mit einer Fährstelle, die durch die Flussberuhigung im Rückstau des Ettikoner Lauffen möglich war. Dadurch war der Ort Handelszentrum – unterbrochen nur in den beiden Jahrhunderten der Römerzeit, als die Brücke Zurzach zu einem städtischen Zentrum machte (Tenedo) und über den ‚Brückenkopf‘ Rheinheim die Heer- und Handelsstraße an Kadelburg vorbei führte. Nach der Zerstörung der Brücke im 5. Jahrhundert änderte sich dies wieder und im Mittelalter und durch die spätere Zugehörigkeit zu Zurzach (Eidgenossenschaft) und dann auch angeregt durch die Tatsache, dass es seit der Reformation zwei Konfessionen gab, gewann Kadelburg seine Bedeutung zurück und ist bis heute das kulturelle und wirtschaftliche Zentrum in Küssaberg. Symbol für diese Bedeutung sind das Kelnhaus als ehemaligem Sitz des Vogts (eine Art frühem ‚Bürgermeister‘) und das große historische Zollhaus. Die Entscheidung, das politische Zentrum bei Rheinheim einzurichten, sorgte im 20. Jahrhundert für einen Ausgleich.

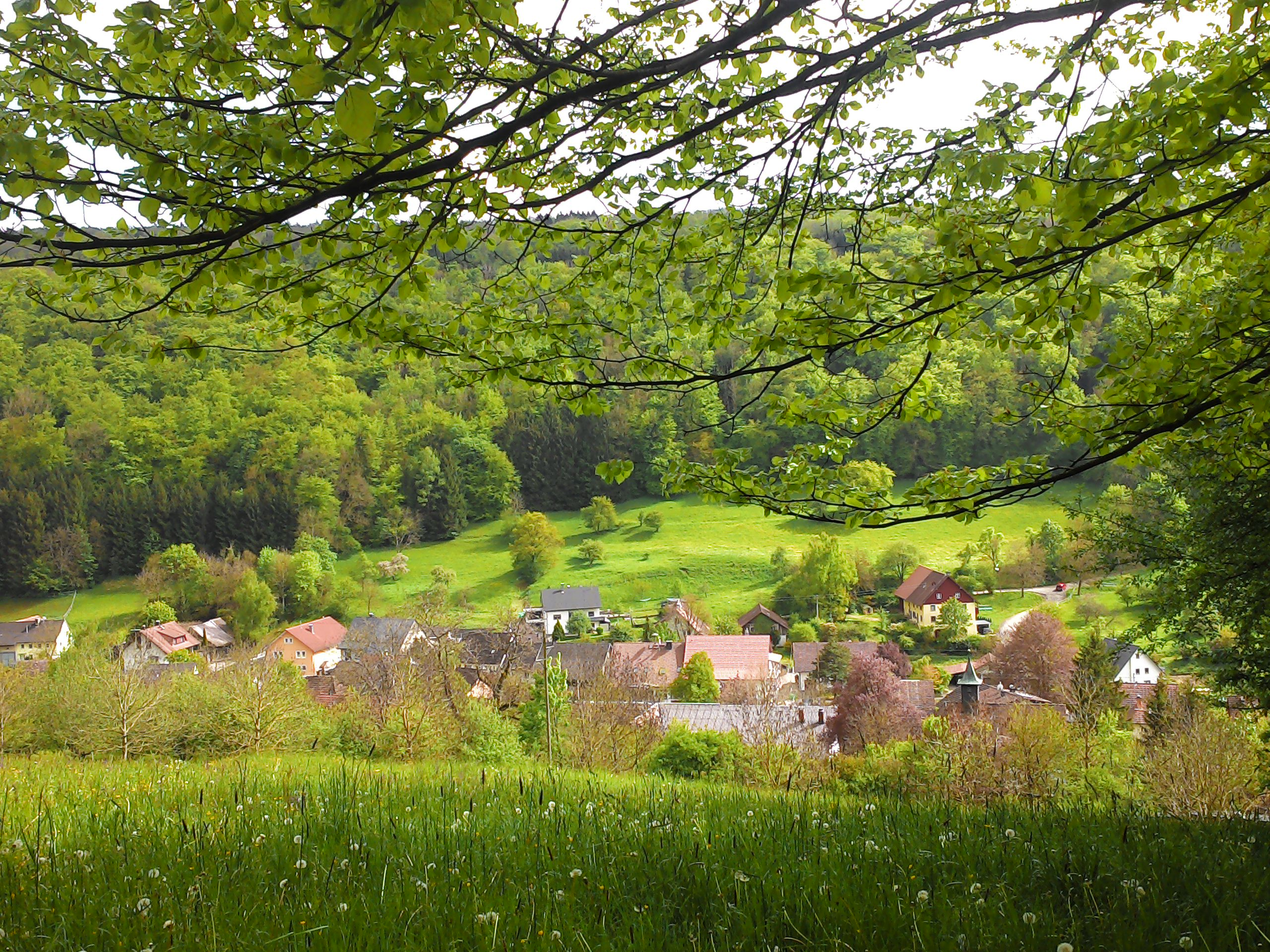
Küßnach, Frühjahr 2017

- Auch Küßnach kann ein sehr alter Platz sein, es war ein typisches Refugium – eine Siedlungsstelle, die es erlaubte, bei Gefahr sich auf den gut zu befestigten Platz des Küssenberges zurückzuziehen. Der Name weist auf einen keltischen Ursprung hin. Der Ort ist noch heute die kleinste Siedlung Küssabergs mit nur geringem Durchgangsverkehr zu den Höfen bzw. nach Hohentengen, zu deren Pfarrei es bis 1966 gehörte.

- Der Ursprung von Rheinheim lag in seiner Funktion als Brückenkopf der Römerzeit mit den sich dabei ansiedelnden Einrichtungen des Kontroll- und Reisegewerbes. Heute Wohnort und Verkehrsknotenpunkt (Rheinheimer Kreisel). In der westlichen Peripherie liegt das Gemeindezentrum Küssabergs – nordöstlich das Kieswerk, ehemaliger Platz des römischen Truppenstandorts ab 15 v. Chr., bereits auf der Gemarkung Dangstetten. Nach ihrem Sieg über die Alamannen um 500 n. Chr. „sicherten die Franken die natürlichen Verkehrsmittelpunkte durch ihre – heim-Orte. Demnach wäre Rheinheim wohl zu Beginn des 6. Jahrhunderts [auf römischen Fundamenten] gegründet worden.“[11] Rheinheim lag „an einer Seitenroute zum großen Pilgerweg nach Santiago de Compostela. Die süddeutschen Wallfahrer besuchten erst das Verenaheiligtum in Zurzach. Der Höhepunkt der deutschen Jakobuswallfahrten war um das Jahr 1500.“ Überliefert ist, dass „nach dem Jahre 1500 in Rheinheim eine rege Bautätigkeit begann. Zahlreiche öffentliche Gebäude aus Stein entstanden. Rheinheim wurde eine kleine ‚Klosterstadt‘. […] Das Kloster Rheinau hatte hier seinen weltlichen Verwaltungssitz.“[12]

- Dangstetten wird ebenfalls im Zusammenhang der mit Sicherheit schon vor den Römern existenten Handelsstraße nach Norden als Siedlungsplatz entstanden sein; möglicherweise stand hier Viehzucht im Vordergrund, denn der Name kann sich vom alamannischen Wort „Tang“ ableiten, das einen kleinen See als Tränke für Viehherden bezeichnete. Der Hinterbach besaß früher eine höhere Wasserführung. Das enge Straßendorf ist heute durch ein hohes Verkehrsaufkommen beeinträchtigt. Die Römerstraße führte vermutlich (wegen der Hochwasserbedrohung) nicht der Talsohle entlang, sondern am nördlichen Hang zur Anhöhe beim Friedhof Bechtersbohl.

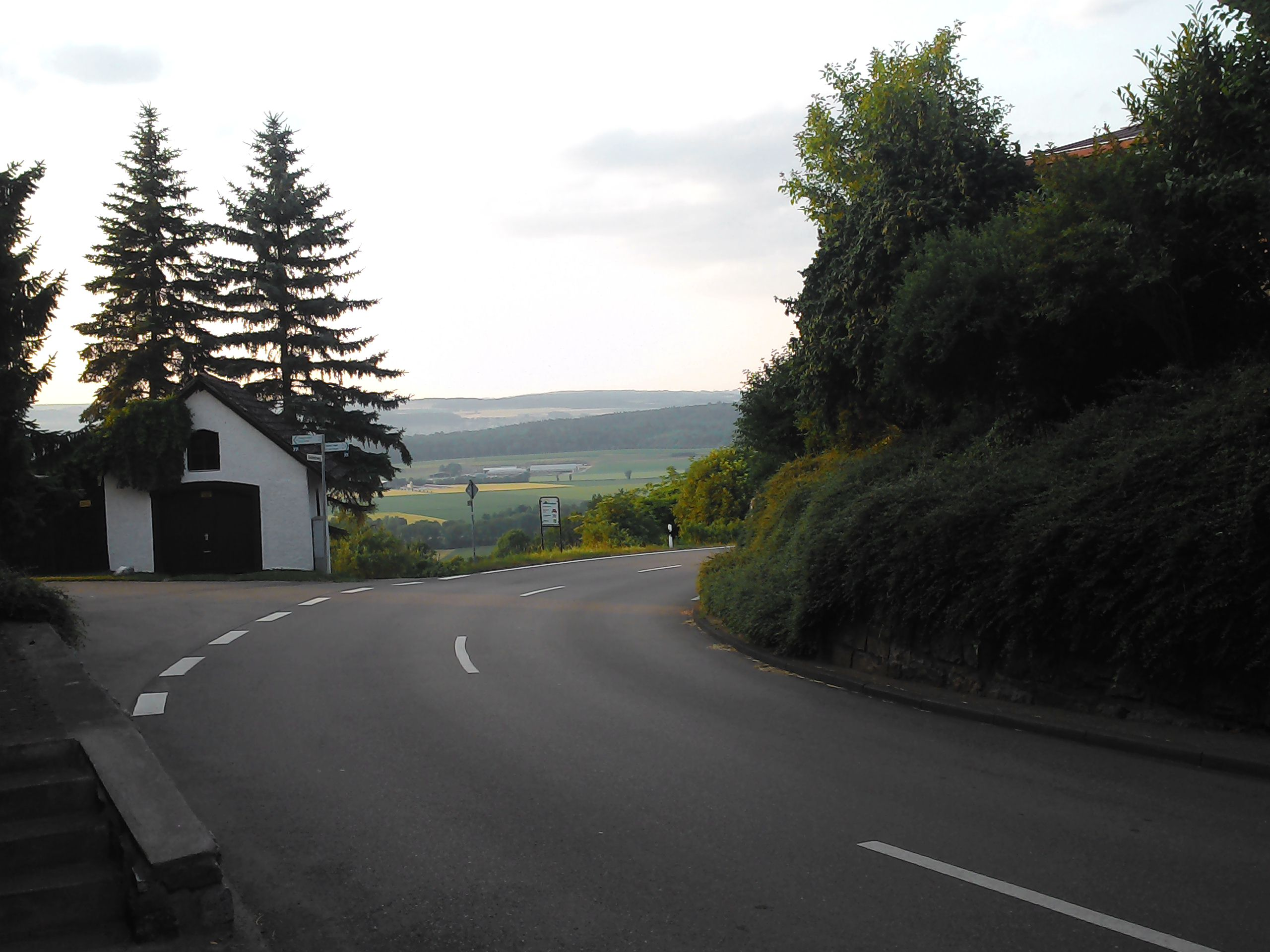
Passhöhe von Bechtersbohl in den Klettgau

- Der Name Bechtersbohl weist auf eine alamannische Gründung hin, hatte jedoch seinen Ursprung in Ansiedlungen an der Passhöhe – hier gab es in alter Zeit Fuhrunternehmen, die den Zugdienst für schwere Wagen aus und in die Klettgauebene hinunter versahen. Die Römer hatten die Strecke mit in das Pflaster gehauenen Rillen vermutlich zweispurig ausgelegt – zwei dieser Spursteine sind noch im Rondell der Küssaburg eingebaut. In der Antike soll auch eine Schutz- und wahrscheinlich auch Zollmauer quer über die Anhöhe geführt haben. Der sanfte Abhang in die Klettgauebene war in der Römerzeit bebaut, unter anderem mit einem gallo-römischen Umgangstempel. Heute ist Bechtersbohl Wohnort mit einem großdimensionierten Firmenbau und der Zufahrt zur Küssaburg.

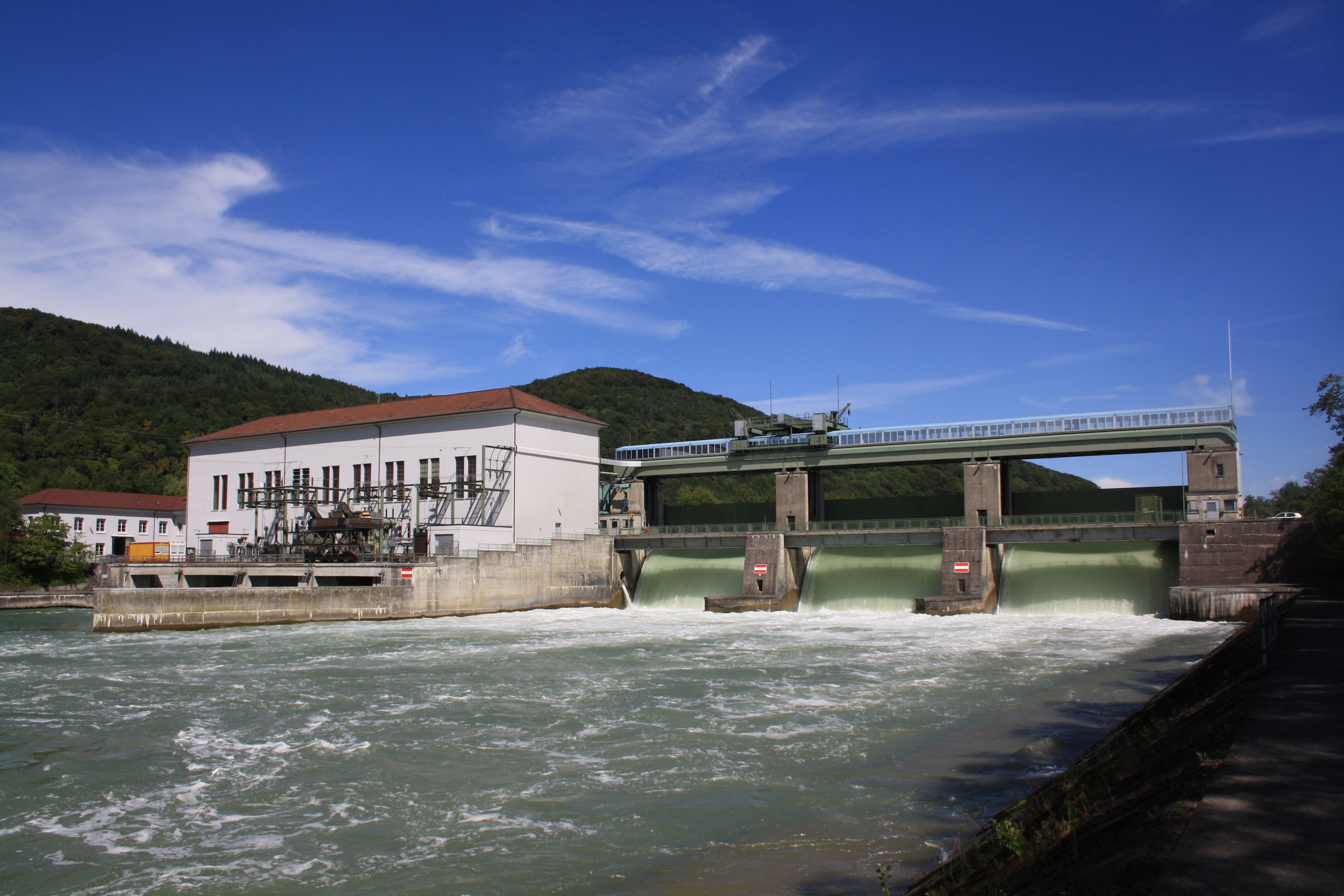
Kraftwerk Reckingen, erbaut 1938–1941

- Reckingen liegt im östlichen Bereich Küssabergs nahe dem deutsch-Schweizer Kraftwerk gegenüber der Gemeinde Rekingen auf der anderen Seite des Flusses. Hier wird der Ursprung in einem Hof und der Sippe eines Alamannen mit Namen Recco angenommen. Darauf weist die Ortsnamensendung – ingen hin. Vollständiger kleiner Ortskern mit Kirche und Gasthof und „mehrere Häuser, die den Dreißigjährigen Krieg überdauerten.“ Auch hier bestand „seit unvordenklichen Zeiten“ eine Fähre, die mit dem Übergang am Kraftwerk überflüssig wurde.[13]

- Westlich Kadelburgs schließt sich das Gewerbegebiet von Küssaberg an und führt zu einer Enge, die von dem letzten Ausläufer der Randen-Bergkette, dem Homberg und der Wutachmündung in den Rhein gebildet wird. Dort die Siedlungen Homburg (Stadtteil von Waldshut-Tiengen) und Ettikon, Ursprung ist der Ettikoner Hof beim dortigen Lauffen. Dieser war in alten Zeiten bei Niedrigwasser als Furt überquerbar – einer lokalen, nur mündlichen Überlieferung nach (festgehalten von Emil Müller-Ettikon) soll dort in einer Neujahrsnacht um 110 v. Chr. der germanische Stamm der Kimbern auf seinem Zug nach Italien den Hochrhein überquert haben. Bei Ettikon liegt eine ehemalige Arbeitersiedlung der früheren Lonzawerke bei Waldshut (heute: Gewerbepark Hochrhein).

Siedlungsgliederung

Zur ehemaligen Gemeinde Bechtersbohl gehören das Dorf Bechtersbohl und die Höfe Eichhalden und Küssaberg nahe der Küssaburg. Zur ehemaligen Gemeinde Dangstetten gehören das Dorf Dangstetten und das Gehöft Geißernhof sowie einige Aussiedlerhöfe die außerhalb Dangstettens in Richtung Reckingen angesiedelt sind. Zur ehemaligen Gemeinde Kadelburg gehören das Dorf Kadelburg und Siedlung und Gehöft Ettikon mit Ettikonerhof, nahe bei der Stromschnelle ‚Lauffen‘. Zur ehemaligen Gemeinde Küßnach gehören das Dorf Küßnach und die Höfe Alkenhof, Hauackerhof, Markhof, Rohrhof und Stüdlehof. Zu den ehemaligen Gemeinden Reckingen und Rheinheim gehören jeweils nur die gleichnamigen Dörfer.

Im Gebiet der ehemaligen Gemeinde Dangstetten liegt die Wüstung Riffenhausen. Im Gebiet der ehemaligen Gemeinde Küßnach liegt die abgegangene Ortschaft Haslenhof.

## Politik

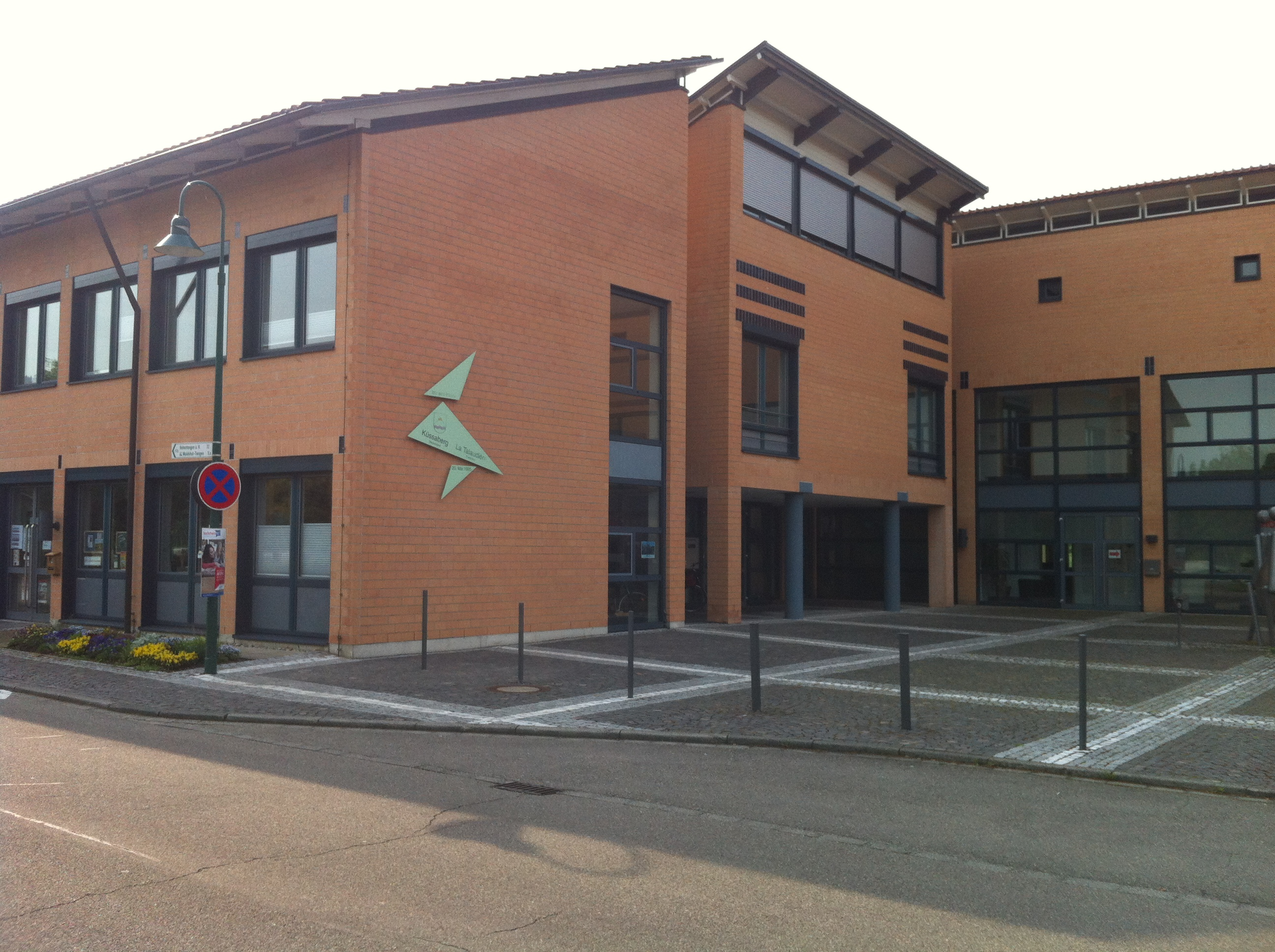
Eingangsbereich des Rathauses Küssaberg

Die Gemeinde Küssaberg entstand am 1. Januar 1973 durch den Zusammenschluss der Gemeinden Dangstetten, Kadelburg, Küßnach, Reckingen und Rheinheim. Am 1. Januar 1975 wurde die Gemeinde Bechtersbohl nach Küssaberg eingemeindet.
Das Rathaus Küssaberg liegt im Gemeindezentrum am westlichen Ortsrand von Rheinheim (Richtung Kadelburg). Die Gemeinde ist Sitz des Gemeindeverwaltungsverbands Küssaberg, dem Küssaberg und Hohentengen am Hochrhein angehören.

### Gemeinderat
Der Gemeinderat in Küssaberg besteht aus den 18 gewählten ehrenamtlichen Gemeinderäten und dem Bürgermeister als Vorsitzendem. Der Bürgermeister ist im Gemeinderat stimmberechtigt.
Die Kommunalwahl am 9. Juni 2024 führte zu folgendem Endergebnis.
| Parteien und Wählergemeinschaften | Parteien und Wählergemeinschaften           | % 2024  | Sitze 2024 | % 2019 | Sitze 2019 | Kommunalwahl 2024 %6050403020100 56,07 %16,82 %13,21 %8,32 %5,57 % CDUGrüneSPDUBGGGewinne und Verlusteim Vergleich zu 2019 %p 10 8 6 4 2 0 −2 −4 −6 −8−10−12−2,23 %p−10,18 %p−1,49 %p+8,32 %p+5,57 %pCDUGrüneSPDUBGG |
| CDU                               | Christlich Demokratische Union Deutschlands | 56,07   | 10         | 58,3   | 10         | Kommunalwahl 2024 %6050403020100 56,07 %16,82 %13,21 %8,32 %5,57 % CDUGrüneSPDUBGGGewinne und Verlusteim Vergleich zu 2019 %p 10 8 6 4 2 0 −2 −4 −6 −8−10−12−2,23 %p−10,18 %p−1,49 %p+8,32 %p+5,57 %pCDUGrüneSPDUBGG |
| GRÜNE                             | Bündnis 90/Die Grünen                       | 16,82   | 3          | 27,0   | 5          | Kommunalwahl 2024 %6050403020100 56,07 %16,82 %13,21 %8,32 %5,57 % CDUGrüneSPDUBGGGewinne und Verlusteim Vergleich zu 2019 %p 10 8 6 4 2 0 −2 −4 −6 −8−10−12−2,23 %p−10,18 %p−1,49 %p+8,32 %p+5,57 %pCDUGrüneSPDUBGG |
| SPD                               | Sozialdemokratische Partei Deutschlands     | 13,21   | 2          | 14,7   | 3          | Kommunalwahl 2024 %6050403020100 56,07 %16,82 %13,21 %8,32 %5,57 % CDUGrüneSPDUBGGGewinne und Verlusteim Vergleich zu 2019 %p 10 8 6 4 2 0 −2 −4 −6 −8−10−12−2,23 %p−10,18 %p−1,49 %p+8,32 %p+5,57 %pCDUGrüneSPDUBGG |
| UB                                | Unabhängige Bürger                          | 8,32    | 2          | –      | –          | Kommunalwahl 2024 %6050403020100 56,07 %16,82 %13,21 %8,32 %5,57 % CDUGrüneSPDUBGGGewinne und Verlusteim Vergleich zu 2019 %p 10 8 6 4 2 0 −2 −4 −6 −8−10−12−2,23 %p−10,18 %p−1,49 %p+8,32 %p+5,57 %pCDUGrüneSPDUBGG |
| GG                                | Gemeinsam Gestalten                         | 5,57    | 1          | –      | –          | Kommunalwahl 2024 %6050403020100 56,07 %16,82 %13,21 %8,32 %5,57 % CDUGrüneSPDUBGGGewinne und Verlusteim Vergleich zu 2019 %p 10 8 6 4 2 0 −2 −4 −6 −8−10−12−2,23 %p−10,18 %p−1,49 %p+8,32 %p+5,57 %pCDUGrüneSPDUBGG |
| gesamt                            | gesamt                                      | 100,0   | 18         | 100,0  | 18         | Kommunalwahl 2024 %6050403020100 56,07 %16,82 %13,21 %8,32 %5,57 % CDUGrüneSPDUBGGGewinne und Verlusteim Vergleich zu 2019 %p 10 8 6 4 2 0 −2 −4 −6 −8−10−12−2,23 %p−10,18 %p−1,49 %p+8,32 %p+5,57 %pCDUGrüneSPDUBGG |
| Wahlbeteiligung                   | Wahlbeteiligung                             | 62,24 % | 62,24 %    | 58,3 % | 58,3 %     | Kommunalwahl 2024 %6050403020100 56,07 %16,82 %13,21 %8,32 %5,57 % CDUGrüneSPDUBGGGewinne und Verlusteim Vergleich zu 2019 %p 10 8 6 4 2 0 −2 −4 −6 −8−10−12−2,23 %p−10,18 %p−1,49 %p+8,32 %p+5,57 %pCDUGrüneSPDUBGG |

### Bürgermeister
Im März 2021 wurde Bürgermeister Manfred Weber mit 72,6 Prozent der Stimmen bei zwei Gegenkandidaten wiedergewählt. Im März 2013 war Weber als einziger Kandidat mit 98,4 % der Stimmen zum neuen Bürgermeister von Küssaberg gewählt worden. Nach 16 Amtsjahren hatte Bürgermeister Alexander Fink auf eine dritte Amtszeit verzichtet.

### Partnerschaften
Küssaberg unterhält partnerschaftliche Beziehungen zu
- La Talaudière in Frankreich (Département Loire),
- Küssnacht am Rigi in der Schweiz (begründet 1963 durch den heutigen Ortsteil Küssnach)
- Pfaffroda in Sachsen.

Finanzen und Verwaltung
Die Verabschiedung des Haushaltsplans für 2021 erfolgte mit planmäßigen Ausgaben von 18,5 Millionen Euro. „Eine Neuverschuldung im Kernhaushalt ist nach aktuellem Stand nicht vorgesehen.“ Verschiedene Maßnahmen wurden auf Folgejahre verschoben.
Waldschäden
Die Bewirtschaftung des Gemeindewaldes, die 2019 „mit einem Minus von 40.000 Euro abgeschlossen“ hatte, erbrachte 2020 mit einem Minus von 57.154,69 Euro knapp den auf 60.000 Euro kalkulierten Verlust.

## Religion

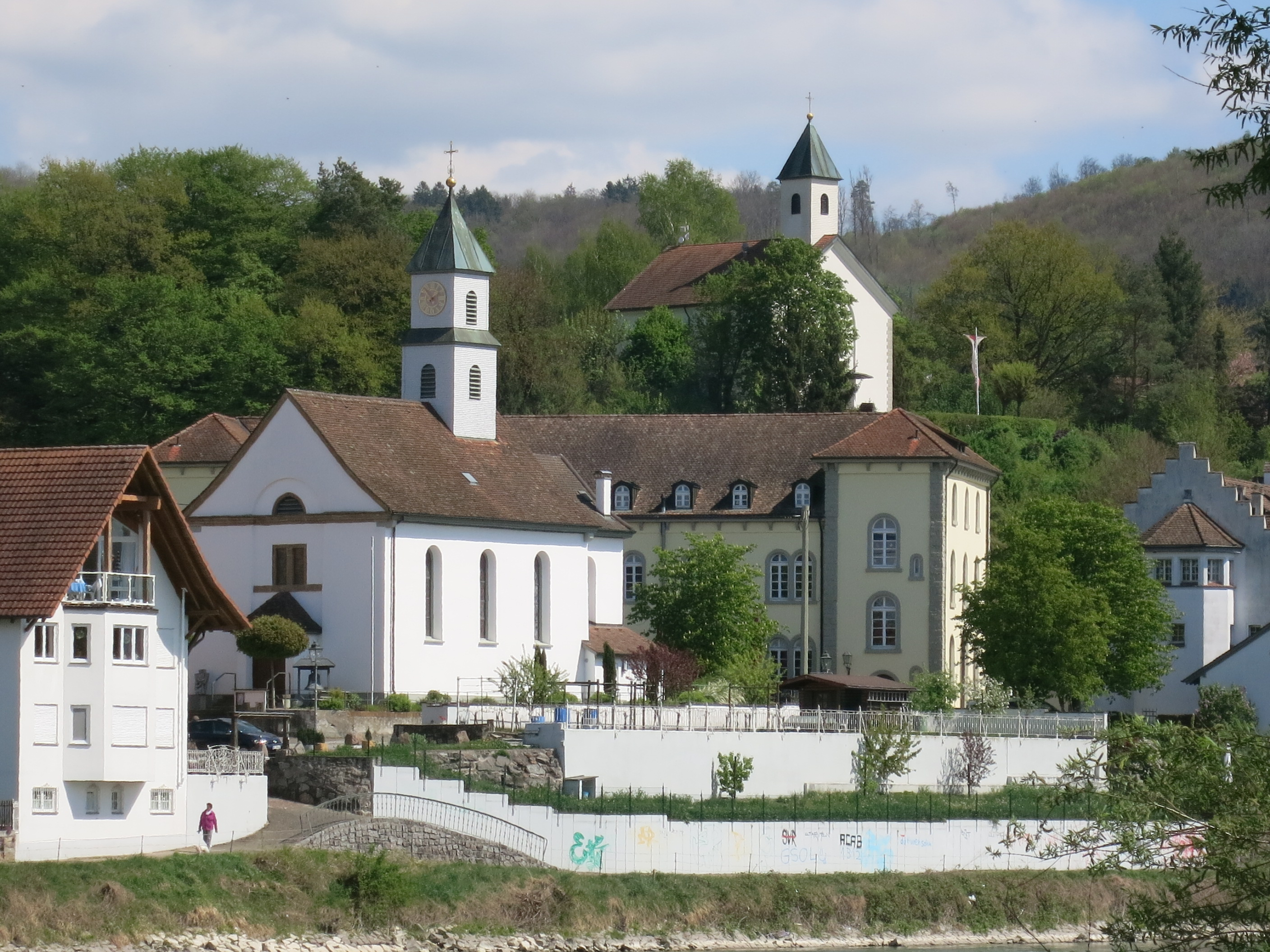
Katholische Kirche und evangelische Bergkirche

Nördlich des Hochrheins war jahrhundertelang der Katholizismus die vorherrschende Glaubensrichtung, südlich des Grenzflusses auf Schweizer Seite dominierte seit der Reformation durch Zwingli die Reformierte Kirche. Meist erst nach dem Zweiten Weltkrieg bildeten sich durch die zahlreichen Ostflüchtlinge auch evangelische Gemeinden. Eine Ausnahme war lange Zeit Kadelburg, denn durch die jahrhundertealte Zugehörigkeit zur Eidgenossenschaft führte deren Einfluss zu einer starken Anhängerschaft im Dorf. Beide Gemeinschaften mussten jedoch zum Kirchgang über den Rhein nach Zurzach, was zu mannigfaltigen Problemen führte. Erst nach der Auflösung der weltlichen Herrschaft (Säkularisation) der Kirche und der Aufhebung der Zugehörigkeit des Dorfes zum Chorherrenstift Zurzach konnten beide Konfessionen etwa zeitgleich ihre eigenen Kirchen errichten.
- Christentum

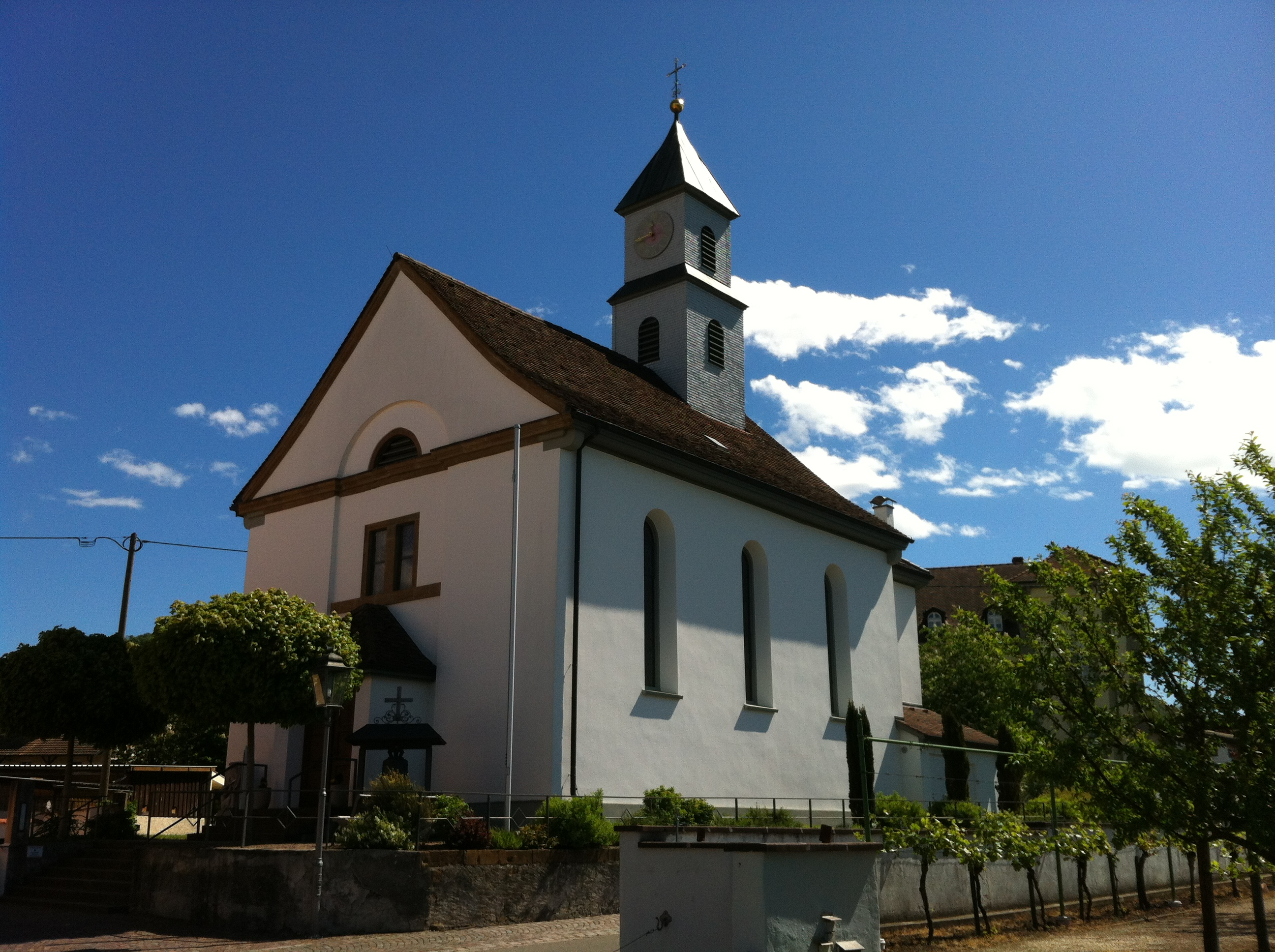
Die 1833 eingeweihte Katholische Kirche St. Martin

„Seit ältesten Zeiten gehörte Kadelburg zur Kirchengemeinde Zurzach. Im Ort selbst stand die St. Martins-Kapelle am Platz der heutigen katholischen Kirche. […] Wir wissen aber nicht, seit wann diese Kapelle bestand.“ Alle Kadelburger – auch die Reformierten – mussten zum Kirchgang nach Zurzach. Erst 1775 „bestimmte der Bischof von Konstanz, daß für die Kapelle ein Kaplan mit Wohnsitz in Zurzach ernannt würde.“ 1809 wurde die Kaplanei zur Pfarrei erhoben, der Kaplan siedelte nach Kadelburg um, ein Neubau wurde bald darauf genehmigt und „am 9. Mai 1833 wurde endlich die Kirche eingeweiht.“
In allen Küssaberger Orten befinden sich katholische Kirchen oder Kapellen – im aktiven Verbund steht heute die Katholische Kirchengemeinde St. Martin Kadelburg & St. Michael Rheinheim. Hier ist auch der Ökumenische Männerkreis Küssaberg angesiedelt.
Evangelische Gemeinde

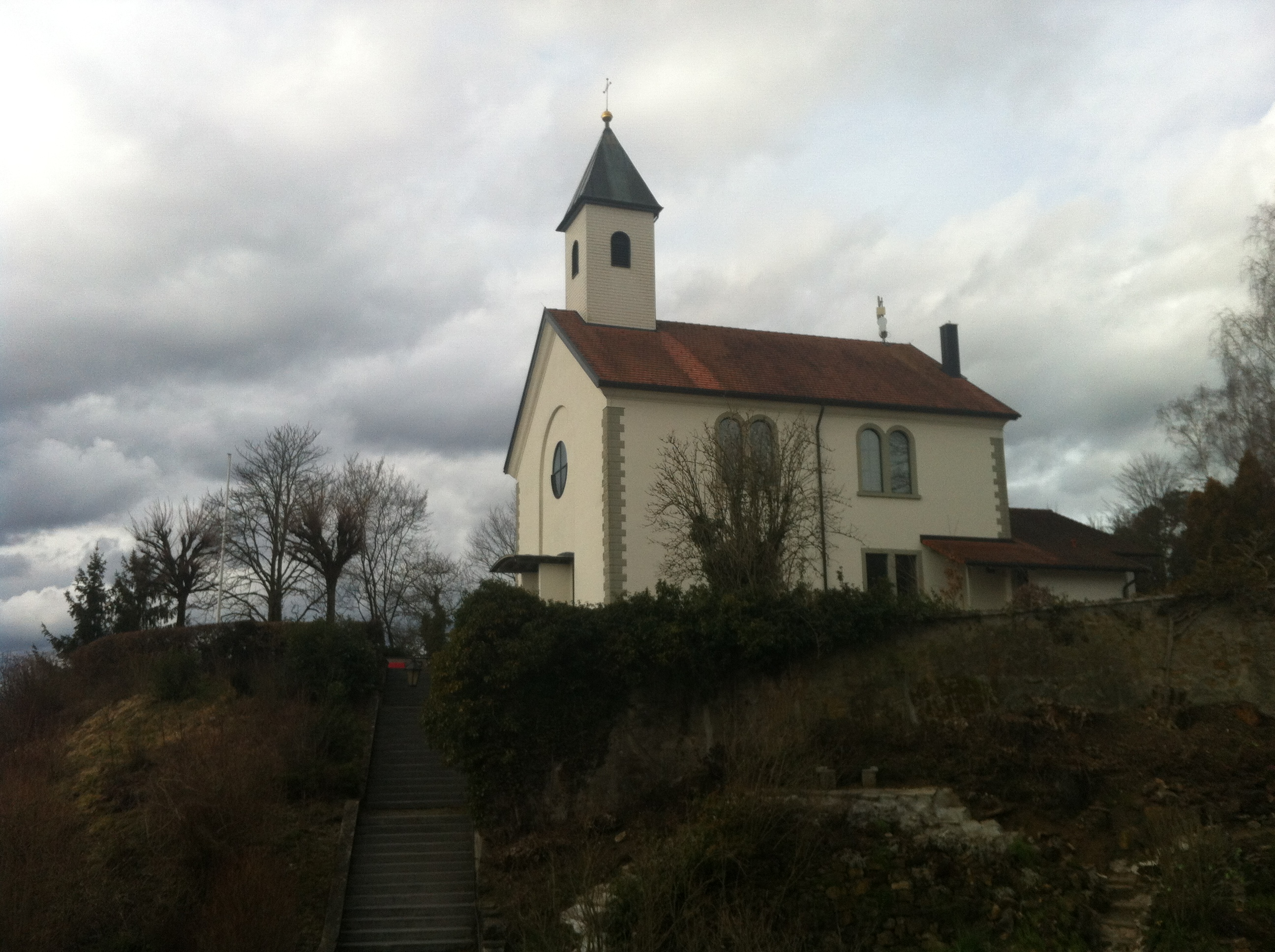
Die 1832 errichtete evangelische Bergkirche

Kadelburg ist die einzige badische Gemeinde vom Hegau bis ins Markgräflerland, welche seit den Tagen der Reformation evangelisch blieb. Das war dem Schutze Zürichs zuzuschreiben. […] Die unmittelbaren Herren aller Kadelburger waren die Chorherren des Verenastiftes Zurzach. Im Dreißigjährigen Krieg jedoch wurde Kadelburg im Oktober 1633 von den Kaiserlichen als Ketzer-Dorf verbrannt. Die Soldateska machte keinen Unterschied zwischen Katholiken und Protestanten.
Die Bevölkerung konnte zumeist über den Rhein flüchten. Danach stellte die Eidgenossenschaft dem Ort einen Schutzbrief aus.
- Noch zweihundert Jahre lang gab es in Kadelburg ein ‚ewiges Gerangel‘ beider Konfessionen um Prediger und Kirchgang – alle Kadelburger mussten über den Rhein zu jeweils ihrem Gottesdienst nach Zurzach –, bis die Anstrengungen der Evangelischen 1832 zum Bau der Bergkirche führten: zur ersten evangelischen Kirche „im ganzen badischen Oberland“. „Da waren noch zwei Drittel der Gemeinde evangelisch“ – 1911 überwogen die Katholiken, doch nach dem Zweiten Weltkrieg wuchs die Zahl der Evangelischen durch die Ostflüchtlinge wie überall in Süddeutschland stark an. Die Bergkirche (mit Gemeindehaus) blieb die einzige evangelische Kirche in Küssaberg, die Präsenz der alten Gemeinde und die Mobilität der Bürgerschaft machen weitere Einrichtungen überflüssig.[22]

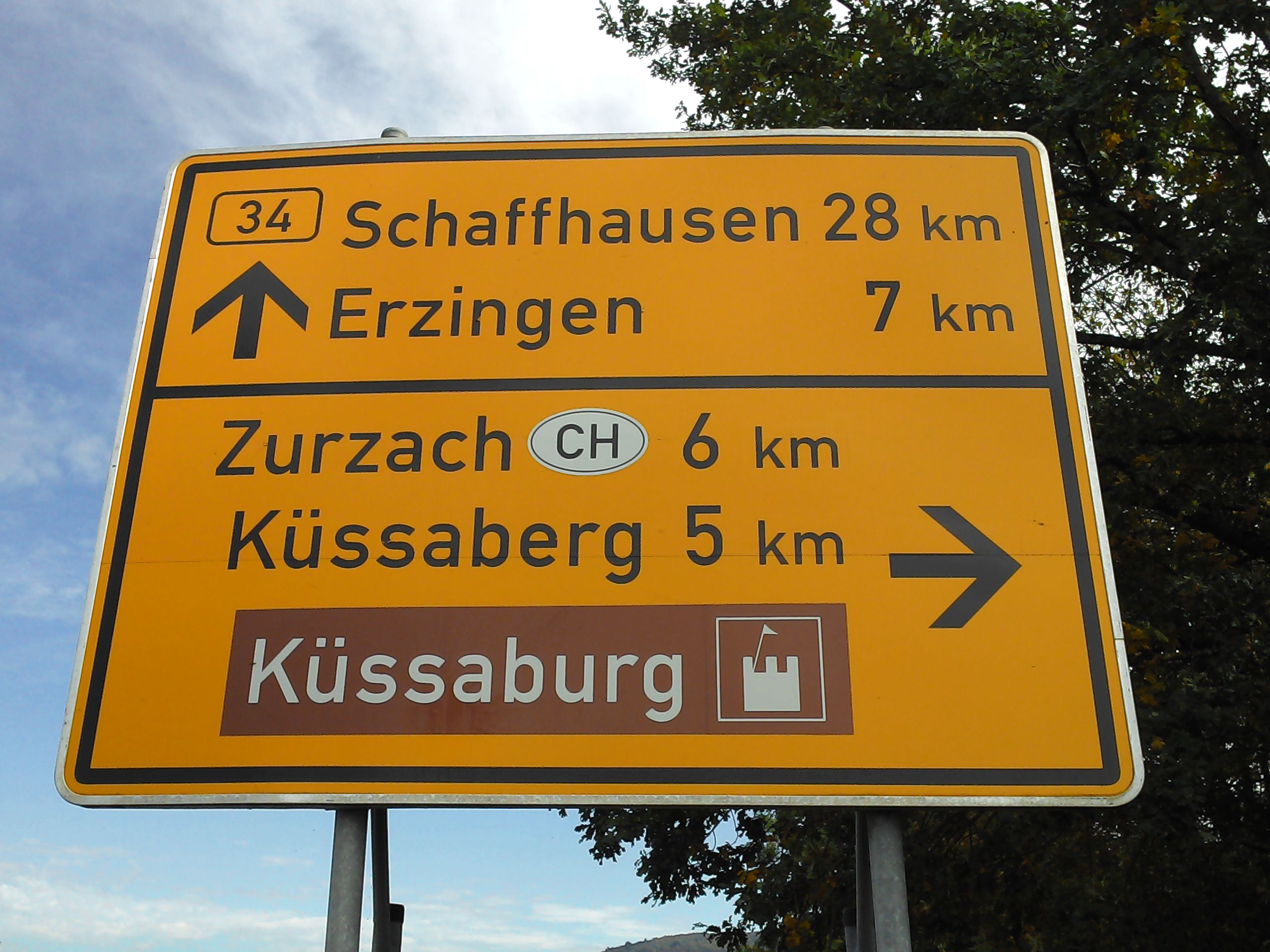
Wegweiser an der Bundesstraße 34

## Wirtschaft

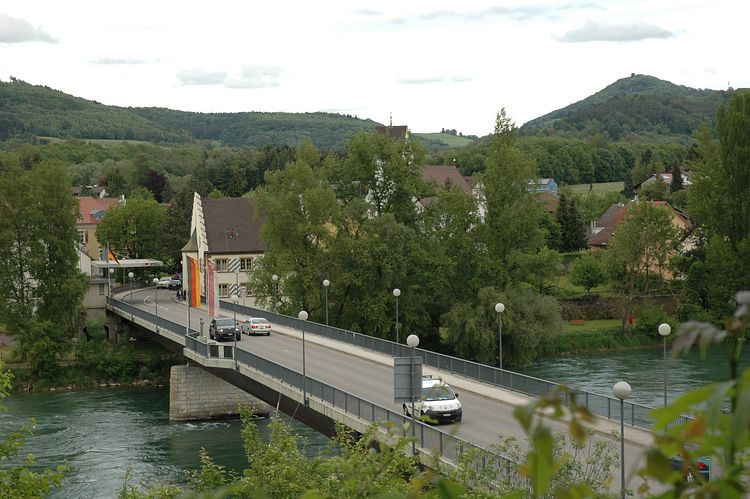
Die Rheinbrücke Zurzach–Rheinheim von 1907

Die Zahl der Beschäftigten stieg von 1219 (1995) auf 1470 (2015). Es gibt in der Gemeinde 386 Gewerbeanmeldungen. Die Rheinbrücke belastet drei Orte mit dem Durchgangsverkehr und bringt andererseits unmittelbar Schweizer Kundschaft in die Gemeinde.

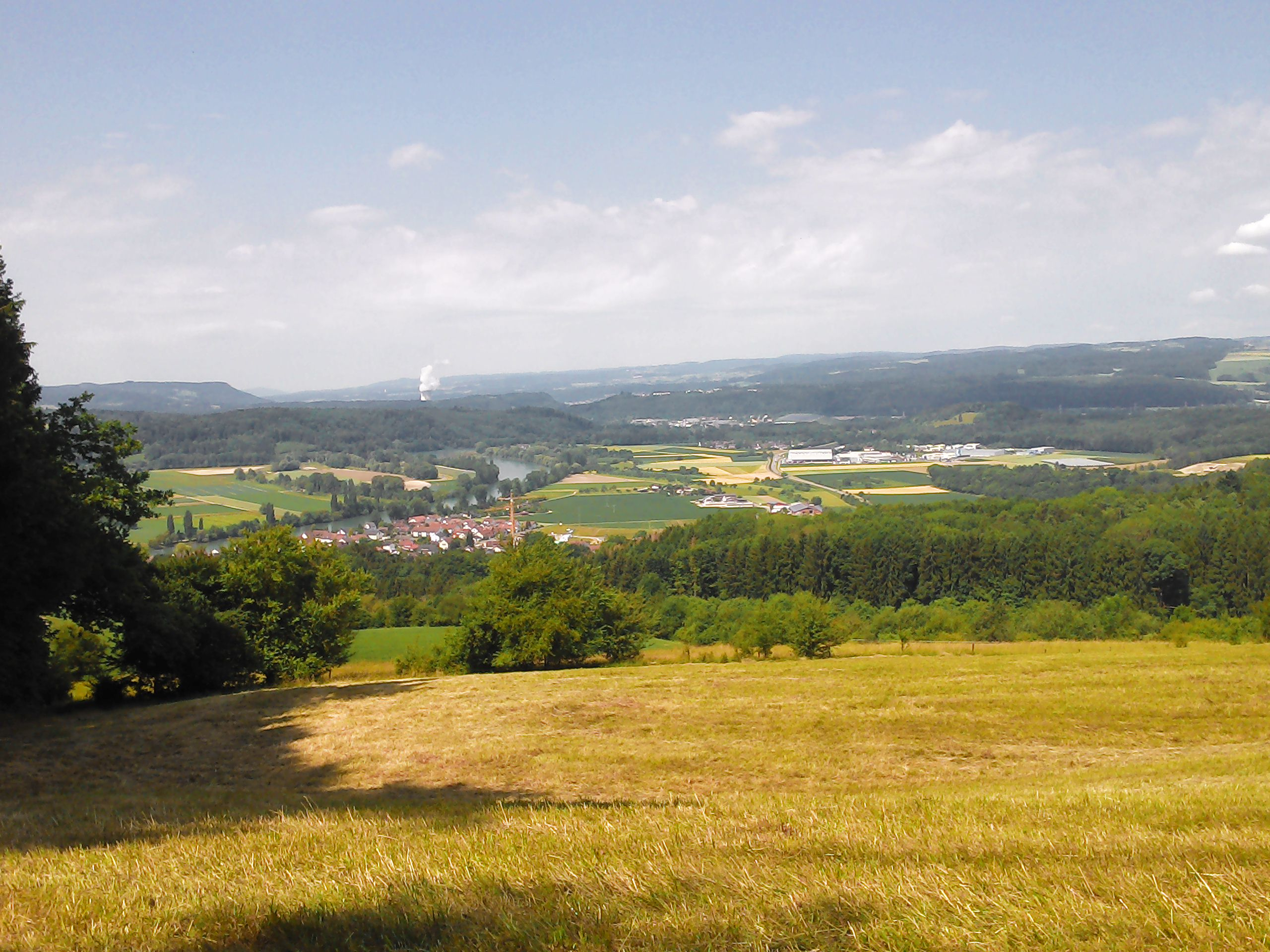
Gewerbegebiet „Greut“, im Hintergrund das AKW Leibstadt (Schweiz)

### Industrie
Größtes Unternehmen ist der Automobilzulieferer Feinwerktechnik Hago. Er besitzt das Tochterunternehmen hago Automotive Cooperation in den USA.
Im Wettbewerb der Gemeinden um Gewerbeansiedlungen an der Schweizer Grenze hält auch Küssaberg mit – im Gewerbegebiet „Greut“ bei Kadelburg sind lediglich Produzierendes Gewerbe und Handwerksbetriebe zugelassen. Das Spektrum der Produktion reicht von Kiesabbau und -verarbeitung, über Rührsysteme für die Lebensmittelindustrie, über elektronische Bauelemente bis zum Werkzeug- und Vorrichtungsbau und der Blechumformtechnik.

### Handwerk
Eine lange Tradition hat das Handwerk – hier könnten die Römer Pate gestanden haben, denn um das Legionslager Dangstetten befand sich eine ‚Lagerstadt‘ mit dem erforderlichen Handel, mit Werkstätten und Vergnügungsbetrieb. Bemerkenswert sind noch vier Schmiedebetriebe, auch wenn sie sich heute vor allem als Kunstschmiede verstehen.
Traditionsgastronomie
Die alten Gasthöfe gehen auf eine uralte, wenn auch kaum dokumentierte Geschichte zurück: Ursprünglich römische Straßenstationen könnten das Gasthaus Der Engel in Rheinheim (mit Jakobsmuschel als Relief) und das Gasthaus Hirschen in Bechtersbohl gewesen sein; mit langer Geschichte auch der Gasthof vor der Küssaburg und das Gasthaus Küssaberg in Küßnach.
Dienstleistungen
Auf alle Ortschaften verteilt existiert das für ländliche Bereiche übliche Spektrum an Dienstleistern – auch zunehmend therapeutische und heilwirksame Anbieter, deren Klientel vor allem aus dem städtischen Umfeld südlich des Hochrheins stammt.
Medien (Region)
In Küssaberg ist die Tageszeitung Südkurier mit der übernommenen Traditionszeitung Alb-Bote, deren Lokalteil zwar mit dem des Südkurier übereinstimmt, doch diesen als Titel und Hauptteil führt. In der Wochenendbeilage führt der Alb-Bote den ‚Waldshuter Erzähler‘, der historische und kulturelle Themen aus der Region behandelt. Mit Heimatteil ist auch noch die Badische Zeitung präsent. Hinzu kommt das Anzeigenblatt „Hochrhein Anzeiger“, das ebenfalls redaktionell aktiv ist.
Internet- und Mobilfunk-Empfang sind noch nicht flächendeckend gewährleistet, doch wird – wie in der gesamten Region – der Ausbau forciert. Die Gemeinde sieht im Haushalt 2018 für die Breitbandversorgung der Ortschaften Bechtersbohl und Küssnach 100.000 € vor. Die Gemeinde ist mit dem ortsansässigen Anbieter hochrheinnet verbunden.

## Tourismus

### Verkehr
Küssaberg zeichnet sich neben einigen eigenen Sehenswürdigkeiten insbesondere durch die kurzen, zentralen Verbindungen in das Alpenvorland der Schweiz aus. Über Zürich führt der Weg mit Straßen- und Eisenbahnverbindungen durch den Gotthard oder dessen Passstraße im Raum Mailand in die italienische Po-Ebene. Der Flughafen Zürich-Kloten ist in einer Stunde Fahrzeit zu erreichen.
Auf deutscher Seite führt die Hochrheinbahn Basel-Schaffhausen durch den Landkreis Waldshut. Über die Autobahn A 81 ist Küssaberg unter Umgehung der Schweiz über die Ausfahrt Geisingen in Richtung Stühlingen (Bundesstraße 314) zu erreichen.
Aus Richtung Freiburg-Basel erreicht man Küssaberg über ein Teilstück der Autobahn A 98 und die Bundesstraße 34.
Durch die Ortsteile am Rhein verläuft als Radfernweg der Rheinradweg, der von der Quelle des Rheins am Oberalppass im Schweizer Kanton Graubünden bis zur Mündung bei Rotterdam führt. Dessen rechtsrheinische Variante verläuft von Schaffhausen kommend über Jestetten und Lottstetten, danach von Rafz bis Wasterkingen durch Schweizer Gebiet und, wieder in Deutschland, über Hohentengen am Hochrhein und Küssaberg nach Waldshut. Er ist am Hochrhein ausgewiesen als Eurovelo-Route 6 (Atlantik - Schwarzes Meer) und 15 (Rheinradweg) und als D-Routen 6 (Donauroute) und 8 (Rhein-Route).
Nach Osten entlang des Hochrheins liegen der Rheinfall, der vulkanische Hegau mit Singen am Hohentwiel auf dem Weg an den Bodensee mit Stein am Rhein und Konstanz.
Die Fähre von Kadelburg zum Weiler Barz in der Schweiz wird in den Sommermonaten am Wochenende betrieben.

### Burgen und Kirchen

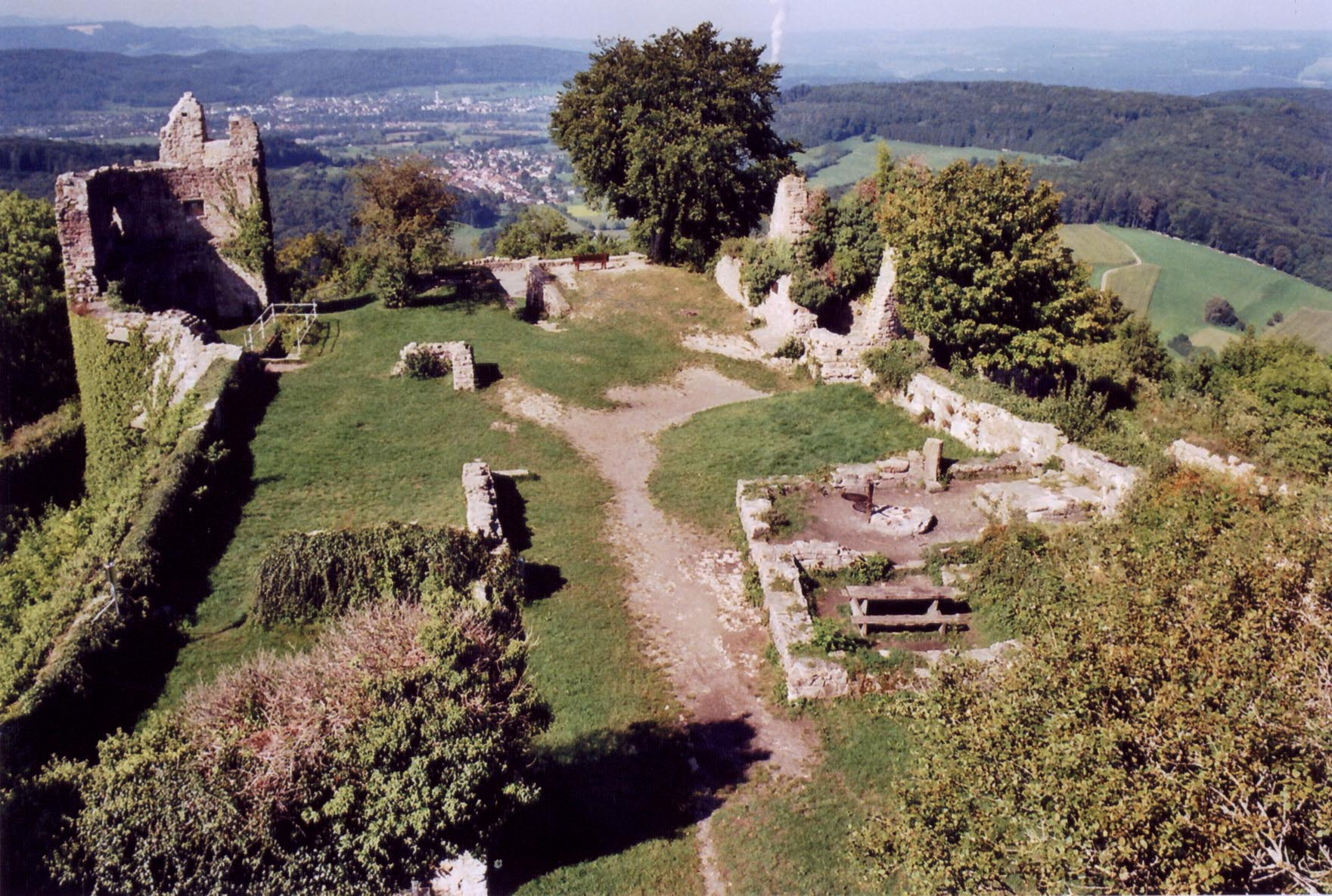
Das Burgplateau in Richtung Westen

- Zentrales Ausflugsziel und Wahrzeichen der Region ist die Burgruine und ehemalige Festung Küssaburg, die eine lange Geschichte von vermutlich frühgeschichtlich–keltischer Befestigung, einem römischen Wachturm, einem eigenen Grafengeschlecht und einem wechselvollen Geschehen bis zur Zerstörung im Dreißigjährigen Krieg aufweist. Hoch über dem Ort beherrschte sie einstmals das Hochrheintal. Vom ehemaligen Palas bietet sich ein eindrucksvoller Rundumblick.

Siehe auch: → Touristische Kurzbeschreibung Küssaburg
- Im Ortsteil Kadelburg befand sich die Wallburg Kadelburg auf dem Plateau mit der Bergkirche.
- In Kadelburg verläuft auch ein Fußweg als Rheinpromenade – historische Bauten sind das ehemalige Zollhaus von Friedrich Theodor Fischer, die Trotte und das Kelnhaus. Ein guter Blick bietet sich vom Plateau der Bergkirche.
- In Rheinheim steht die katholische Kirche St. Michael, erbaut 1670. Sie enthält eine Kanzel aus der Klosterkirche in Rheinau und eine Orgel von Konrad Albiez. Hier ist auch der Ort des römischen Brückenkopfs (Fundamente im kleinen Park).
- In Rheinheim befindet sich ferner das Museum Küssaberg im Kaiserlichen Jagdhaus und ehemaligen Rheinauer Amtshaus (sonntags geöffnet). In der Nähe steht die Zehntscheune und der Gasthof Engel.
- Im Ortsteil Reckingen gegenüber der Schweizer Gemeinde Rekingen befindet sich das Laufwasserkraftwerk Reckingen, das auf Schweizer Seite auf dem Gebiet der Gemeinde Mellikon liegt.
- In Küßnach kann der Bohnerz-Rundweg mit dem Bergwerk „Erzkessel“ begangen werden.

### Ferien und Camping
In Küssaberg selbst gibt es zahlreiche Ferienwohnungen, vier Gasthöfe mit Übernachtungsangebot und zwei Pensionen. Bei Kadelburg befindet sich ein Campingplatz mit Ganzjahresbetrieb. Es gibt einige Traditionsgasthöfe. Am Wegenetz im Umland und auf den Randenhöhen sind Feuer- und Grillplätze anzutreffen. Die Gemeinden bieten eine zeitgemäße Infrastruktur, Waldland ist vielfach noch naturbelassen, auch Badestellen im Rhein sind vorzufinden. Bei Reckingen gibt es ein Freibad und einen Zeltplatz.
Siehe auch: Wikivoyage: Wasserwandern auf dem Hochrhein

## Geschichte
Das Territorium der heutigen Gemeinde Küssaberg ist durch die Randen-Bergkette und den Rhein geographisch klar abgegrenzt und war deshalb auch historisch lange Zeit ein einheitlicher und eigenständiger Siedlungsraum. Dadurch lässt sich die Geschichte bis ins Mittelalter – bis die Ortschaften sich selbstständig profilierten – für die ‚Region Küssaberg‘ einheitlich beschreiben.
Jungsteinzeit
Funde aus dem Neolithikum (in der Region etwa 7000–5000 v. Chr.) wurden bei Reckingen (Doppelte Streitaxt), bei Kadelburg („Ertel“) und auf der Passhöhe von Bechtersbohl („auf der Ebene“) entdeckt (nach Müller-Ettikon und Gersbach). Ein Steinbeil fand sich auch in den Schutthalden um die Küssaburg. Teils sind die Funde inventarisiert im Heimatmuseum Waldshut.
Megalithzeitalter

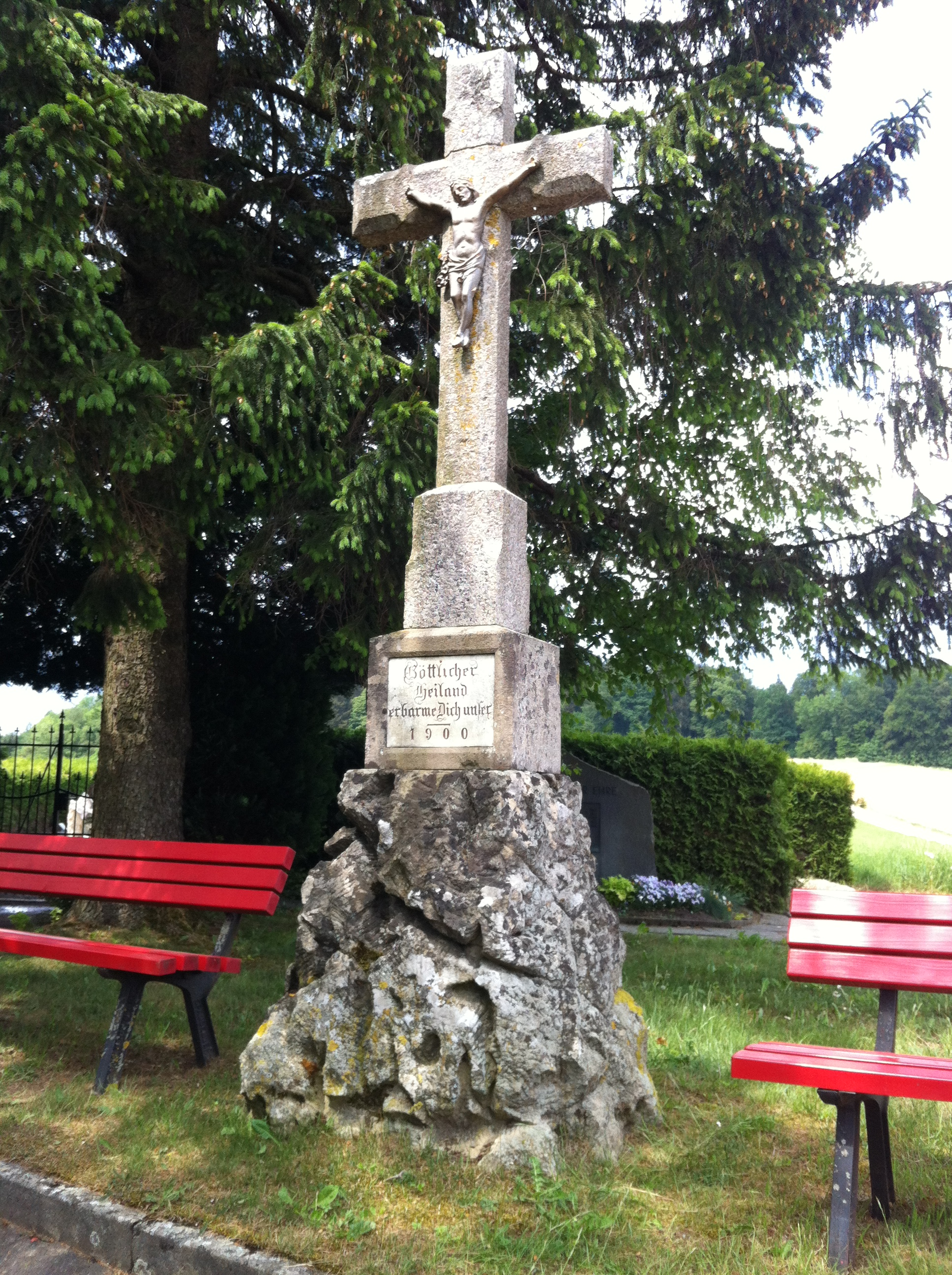
Wegekreuz mit bemerkenswertem Sockel

Die ältesten historischen Monumente der Region stammen aus der Megalithkultur – die der Kupfer/Bronzezeit mit der Zeitspanne von 5000 bis 2500 v. Chr. zugerechnet wird. Dazu zählen der Menhir von Degernau und der Lange Stein bei Tiengen. Auffallend ist, dass diese Steinsetzungen bei wichtigen Fluss- oder Höhenübergängen anzutreffen sind, regional gibt es auch noch weitere, kaum bekannte Menhire, etwa der Menhir von Nöggenschwiel, weitere bei Dettighofen, bei Mauchen und zwischen Stühlingen und Schwaningen. Bei dem letztgenannten ist der Menhir in der späteren Bearbeitung als Sockel für ein Wegekreuz zu vermuten. Dies könnte auch für das Ensemble gelten, das beim Friedhof von Bechtersbohl zu beobachten ist: Höhenlage, dort vermutete Führung der Römerstraße nach Dangstetten, möglicherweise auch vor Ort ungewöhnliches, gegebenenfalls herantransportiertes Steinmaterial. Untersuchungen fanden noch nicht statt.
,Späte Bronzezeit
Die Bronzezeit wird in Mitteleuropa auf 2200–800 v. Chr. angesetzt, in der Raumschaft eher der späten Epoche zugerechnet (ab 800: Hallstattzeit). Durch die Bestattungsweise für höhergestellte Personen in Grabhügeln (Männer mit Waffen, Frauen mit Schmuck) erhält die Archäologie bereits differenzierte Kenntnisse. Im Raum Küssaberg „fand [1901] der Landwirt Klauser in seiner Kiesgrube südwestlich von Dangstetten zwei Frauengräber“ mit einer Vielzahl von Schmuckstücken. Neun vermutlich unberührte Hügel liegen im Gewann Emmerich bei Homburg und bei Ettikon. „Der Gesamtbestand im östlichen Landkreis Waldshut beläuft sich auf ca. 350–400 Hügel.“ Entgegen Darstellungen in der Heimatforschung werden die hiesigen Hügelgräber nicht den Kelten zugeordnet. Diese verarbeiteten bereits Eisen.
Kelten
Die keltische Zeit wird auf 450 v. Chr. bis zur Jahrtausendwende datiert. Küßnach und Kadelburg werden als größere keltische Siedlungsplätze eingeschätzt, dazu kommen zahlreiche Höhenburgen, die als Refugien verstreuter Höfe angenommen werden. Vermutlich auf dem Küssenberg und sicher bei Kadelburg im „Egghau“ (Viereckschanze): „Aber die Kadelburger haben ihr altes Bauwerk mit dem Abfall des Fortschrittes völlig zerstört. Die Gräben der Burg dienten als Mülldeponie.“ In der Historie werden in Süddeutschland zunehmende Konflikte ab dem 2. Jahrhundert v. Chr. angenommen, als die Germanen begannen, von Norden in den Süden zu drängen (Hier sollen auch Klimaveränderungen eine Rolle gespielt haben). Der keltische Stamm der Helvetier siedelte ursprünglich im Main/Tauber-Gebiet und wanderte dann ins Alpenvorland ab.
Historisch fassbar wird diese Bewegung, nachdem die keltischen Stämme des heutigen Baden-Württembergs und des westlichen Bayern sich unter Führung der Helvetier nach der Zerstörung der eigenen Dörfer in einem riesigen Treck noch Südfrankreich aufmachten. Diese Regionen zählten jedoch die Römer schon zu ihren Kerngebieten und Caesar schlug die Auswanderer 58 v. Chr. mit rasch zusammengestellten Legionen vernichtend (Schlacht bei Bibracte). Das überlebende Drittel wurde zurückgebracht, als römische Verbündete (foerderati) eingegliedert und sollte als ‚Puffer‘ gegen die Germanen dienen. Caesar nutzte in der Folge die Lage um bis 44 v. Chr. ganz Gallien – das heutige Frankreich – zu erobern. Er blockierte die Germanen auf der ganzen Länge des Rhein und es blieb dann auch in der Hochrheinregion ruhig. Vermutlich konzentrierten sich die Kelten nun in größeren eigenen Städten, in der Region nachgewiesen ist das „Oppidum“ bei Altenburg-Rheinau.

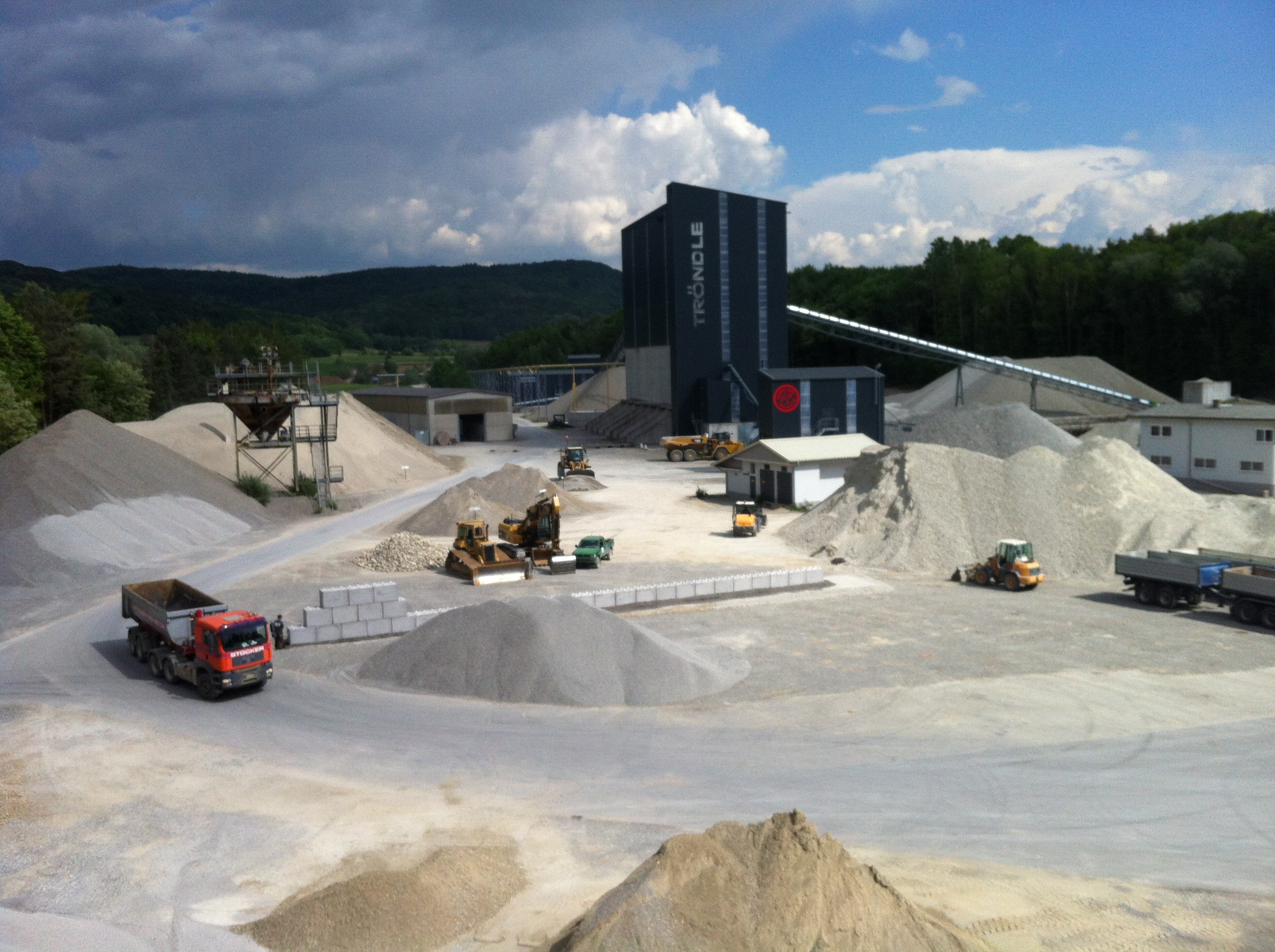
Standort des Römerlager Dangstetten (Abgetragen beim Kiesabbau)

### Römer
Das nördliche Alpenvorland und der süddeutsche Raum gerieten ins Licht der datierbaren Geschichte durch den antiken Historiker Strabon, der den römischen Alpenfeldzug 15 v. Chr. beschrieb, zu dessen Abschluss eine Legion bei Zurzach/Küssaberg über den Hochrhein setzte. Verifizierbar wurden diese Angaben durch die Entdeckung und Ausgrabung des Römerlagers Dangstetten ab 1967.
Nach Caesar Ermordung geriet das ganze Imperium in einen lang andauernden Bürgerkrieg, der mit Truppen auf beiden Seiten ausgetragen wurde und aus dem Octavian als Sieger hervorging: Er erhob sich dann zum (ersten) Kaiser Augustus und organisierte als Alleinherrscher die Verhältnisse Roms neu und stabilisierte militärisch zuerst die rings ums Mittelmeer liegenden Grenzregionen. Problematisch war vor allem der Norden, da die Bergstämme der Alpen immer wieder in den Norden Italiens einfielen.
Im Rahmen mehrerer Feldzüge unterwarfen die Römer die gesamte Alpenregion, bauten mehrere Passstraßen und zivilisierten das bereits von Caesar stützpunktartig kontrollierte Alpenvorland bis zum Hochrhein in ihrem Sinne. Am Schluss des zuletzt zangenartig geführten Feldzuges setzte die westliche Heeresgruppe unter Tiberius 15 v. Chr. auch über den Fluss um das Vorfeld bis zu den Donauquellen zu sichern. Dieses Datum ist das erste historisch verbürgte Zeitpunkt in der Geschichte Süddeutschlands und damit auch Küssabergs: Die XIX. (19.) Legion setzte bei Zurzach/Rheinheim über. Der Übersetzpunkt ist jedoch in der historischen Überlieferung nicht benannt, er ließ sich erst 1967 nach der Entdeckung des sogenannten „Römerlagers Dangstetten“ ermitteln. Das Lager mit 6000 Mann, Hilfstruppen und einem riesigen Tross (Lagerdorf) war ausweislich Münzfunden von 15–9 v. Chr. belegt.

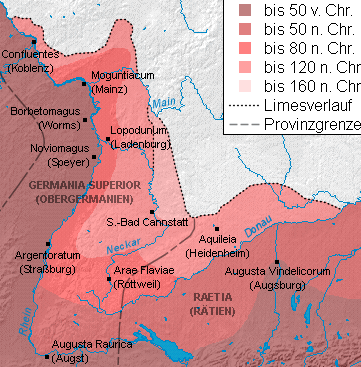
Die römische Expansion in Süddeutschland

In dieser Zeit wurde das Land vermutlich bis zur Wutach als Abgrenzung gesichert, von einem Wachturm auf dem Küssenberg wird allgemein ausgegangen, denn hier führte der nun zur Heeresstraße ausgebaute alte Handelsweg über die Bechtersbohler Passhöhe und weiter über Erzingen, Hallau nach Schleitheim/Stühlingen. Vermutlich gesichert wurde dabei bereits die Verbindung bis zum Kastell Hüfingen (Brigobanne) an der Donau, denn vom Balkan entlang des Flusses waren die Lande bereits römisch. Vielleicht sollte hier auch der südliche Zugriff auf Germanien erfolgen, doch gab es dann nicht bekannte Änderungen in der Strategie, denn der Angriff auf Germanien wurde nur weiter im Norden geführt und scheiterte in der Schlacht im Teutoburger Wald. Dort ging auch die im Lager Dangstetten (heute abgegrabenes Areal der Kiesgrube Tröndle) stationierte 19. Legion unter. Für einige Jahrzehnte bestand vermutlich ein Status quo, erst 72/73 n. Chr. fand der sogenannte „Schwarzwaldfeldzug“ statt – er war eher ein groß angelegtes Straßenbauunternehmen, denn es wurde von der Donau aus eine Heeresstraße durch den Wald nach Straßburg (Argentorate) geführt. Dies vor allem deshalb, weil der Weg für Truppenverschiebungen vom Balkan nach Gallien und umgekehrt stark verkürzt wurde, denn bis dahin mussten die Legionen – und auch der Wirtschaftsverkehr – den Umweg um das Basler Rheinknie machen. Der Schwarzwald („Silva Marciana“ auf einer alten römischen Straßenkarte) blieb jedoch eine urwaldartige, unzugängliche Region, in der sich kleinere Volksgruppen und auch versprengte Kelten angesiedelt hatten. Wahrscheinlich wurde der Südwesten Deutschlands von den Römern auch als Agri decumates bezeichnet.

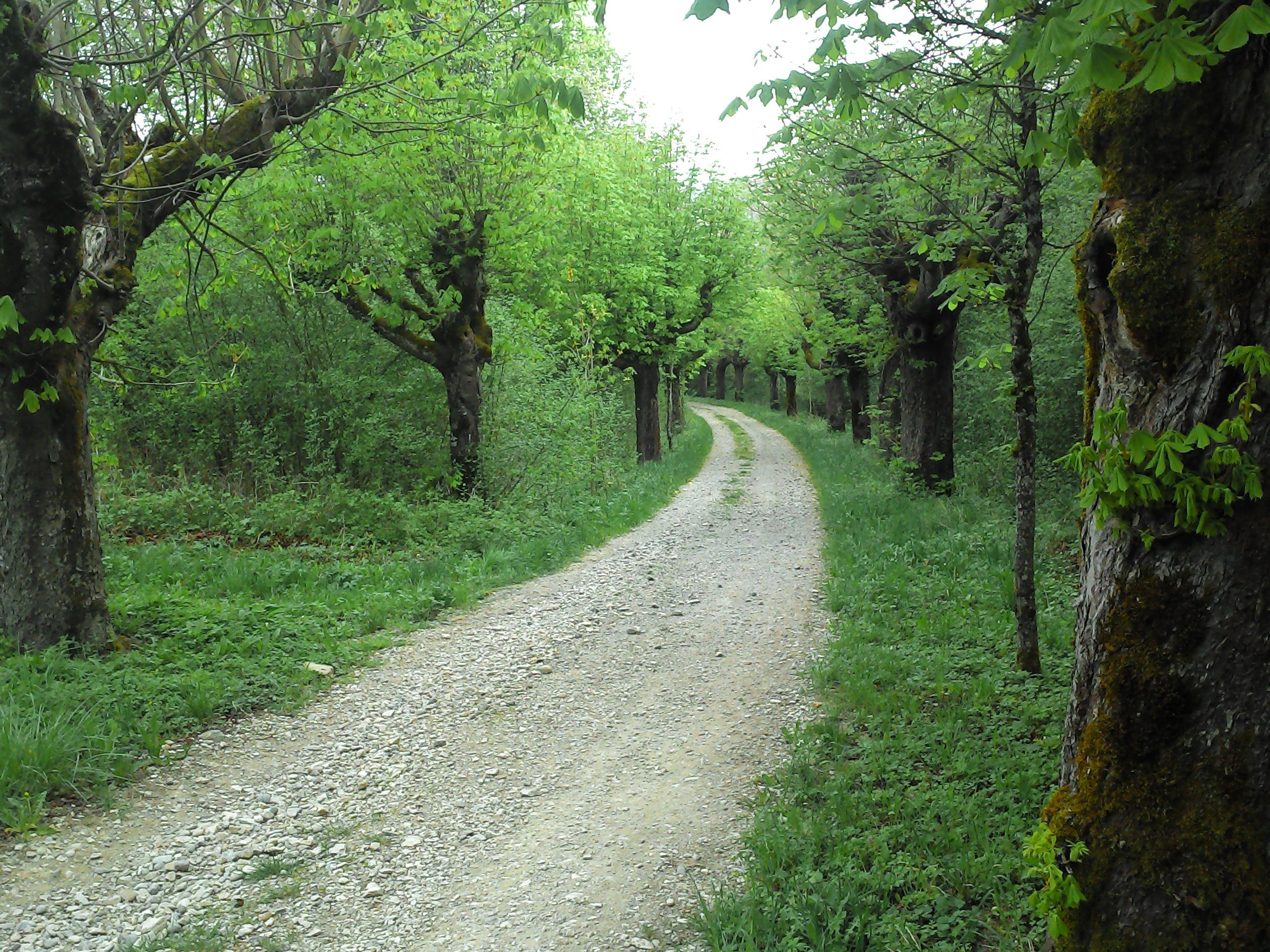
Römisches Heeresstraße von Bechtersbohl in den Klettgau

150 Jahre lang herrschte nun Frieden im durch den Limes abgesicherten Süden, das Land wurde engmaschig mit Straßen und durch Gutshöfe erschlossen, Städte bildeten sich in Zurzach (Tenedo) mit dem Brückenkopf Rheinheim und bei Schleitheim-Stühlingen (Juliomago).
Vielerlei Fronten, interne Auseinandersetzungen und vor allem die aus Osten und Norden andrängenden Völker schufen im 3. Jahrhundert n. Chr. permanente Unruhe an den Grenzen des Imperiums und 213 n. Chr. gibt es um den Limes erste Kämpfe mit „Alamannen“ genannten Kriegergruppen.
,Alamannen

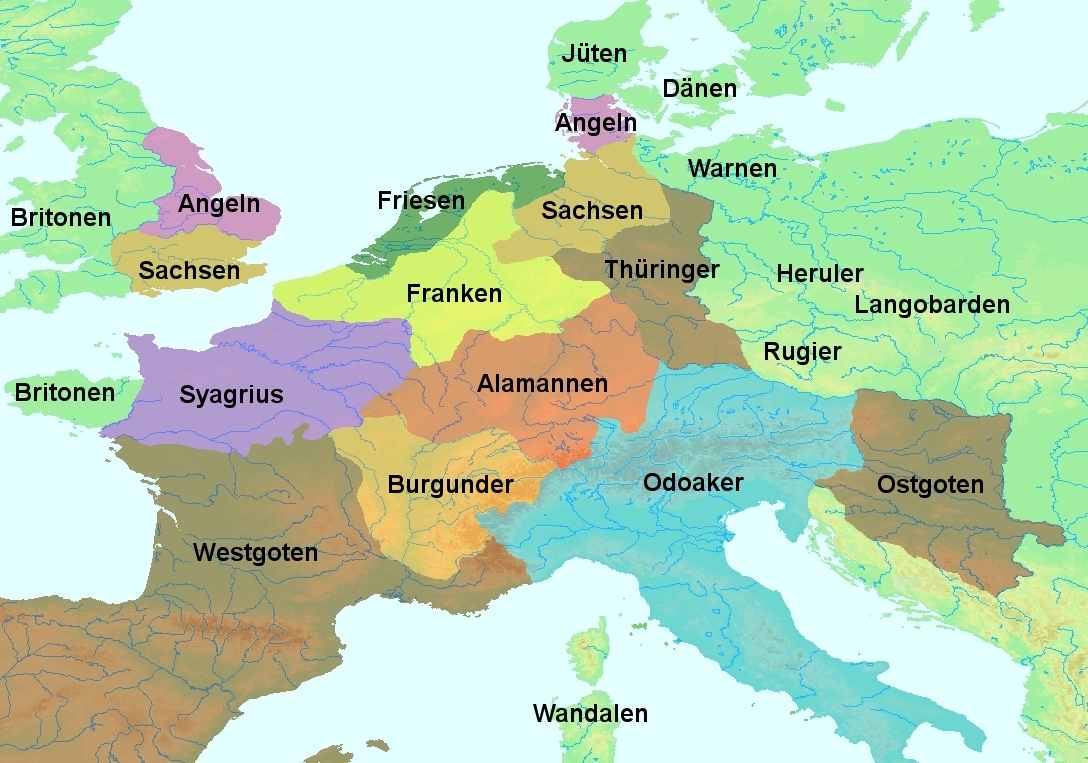
Mitteleuropa nach der Völkerwanderung im 5. Jahrhundert

Heute wird angenommen, dass die „Alamannen“ kein eigentlicher Volksstamm waren, sondern Jungmannschaften verschiedener Völker, die auf eigene Faust gegen die Römer vorgehen wollten und in den ersten Jahrzehnten immer wieder ins Hinterland einbrachen [Namensdeutung: „alle (wehrfähigen) Männer“]. Der erste große Ansturm fand 259 n. Chr. statt – selbst die Römerstädte in der heutigen Schweiz (Windisch bei Baden, Kaiseraugst, Avenches) wurden in Schutt und Asche gelegt: „Sie stießen vor bis Italien und bedrohten selbst die Ewige Stadt Rom. Doch Kaiser Gallienus besiegte sie vernichtend bei Mailand.“ Die Römer gingen auf die Rheinlinie zurück, doch hielten sie vermutlich die Klettgauebene bis Iuliomagus (Schleitheim), die Stadt bei Stühlingen-Schleitheim. In dieser Phase wird der Brückenkopf Rheinheim befestigt und das Kastell gegenüber bei Zurzach gebaut. „Durch zwei Jahrhunderte hindurch herrschten Krieg und beständige Unruhe im Land.“ Neuere Forschungen gehen jedoch von einer langen Zeit der ‚Koexistenz‘ und selbst des Handels aus, nachdem die Hochrhein-Linie befestigt war. Denn im 4. Jahrhundert bauten die Römer sogar noch eine Steinbrücke, deren Holzteile „in den Jahren 368 und [erneuert] 376 geschlagen wurde.“ Erst 401/406 n. Chr. wurden die letzten römischen Truppen nach Italien zum Kampf gegen die Westgoten abgezogen. Nun konnte die alamannische Landnahme beginnen. Die Frage, was dabei mit der gallo-romanischen Bevölkerung geschah, wird heute so beantwortet:
„Zwar endete im 5. Jahrhundert n. Chr. das Wirtschaftssystem der villa rustica, jedoch läßt sich nicht überall ein entscheidender Bruch in der Bewirtschaftung des kultivierten Landes nachweisen. Die romanische Bevölkerung wurde nicht verjagt oder gar ausgerottet. Man kann nur beobachten, daß die zeitlich und regional unterschiedliche Zuwanderung von Germanen verschiedener Herkunft im Lauf des frühen Mittelalters zu einer allmählichen Assimilation der Romanen in eine mengenmäßig überlegene germanische Bevölkerung führte.“
,Franken
Die beiden großen germanischen Volksstämme, die nach dem Rückzug der Römer die Landschaften um den Rhein besiedelten, führten Anfang des 6. Jahrhunderts n. Chr. einen Kampf um die Vorherrschaft, den die Franken aufgrund ihrer Übernahme römischer Kultur und Staatsorganisation in zwei oder drei Schlachten für sich entscheiden konnten. Die Ablehnung 'alles römischen' durch die Alamannen war so weit gegangen, dass sie auch die römischen Siedlungsplätze mieden und in der Holzbauweise verblieben. Nach ihrem Sieg durchzogen die fränkischen Merowinger die Alamania mit Stützpunkten und neuen Siedlungen, die sie exakt an der ehemals römischen Infrastruktur, den einstigen Städten und Orten römischer Villen und Verkehrsknotenpunkten aufbauten. Die Orte auf die Endung -ingen werden den Alamannen zugerechnet, die Orte auf -heim den Franken.
Im 9. Jahrhundert übernahmen die Verwalter der Merowingerkönige, die Hausmeier, die Macht und gingen nach Karl Martell als Karolinger in die Geschichte ein. Ihr bedeutendster Vertreter war Karl der Große, der um 800 die ‚Gau-Einteilung‘ im Frankenreich schuf (Klettgau, Alpgau).

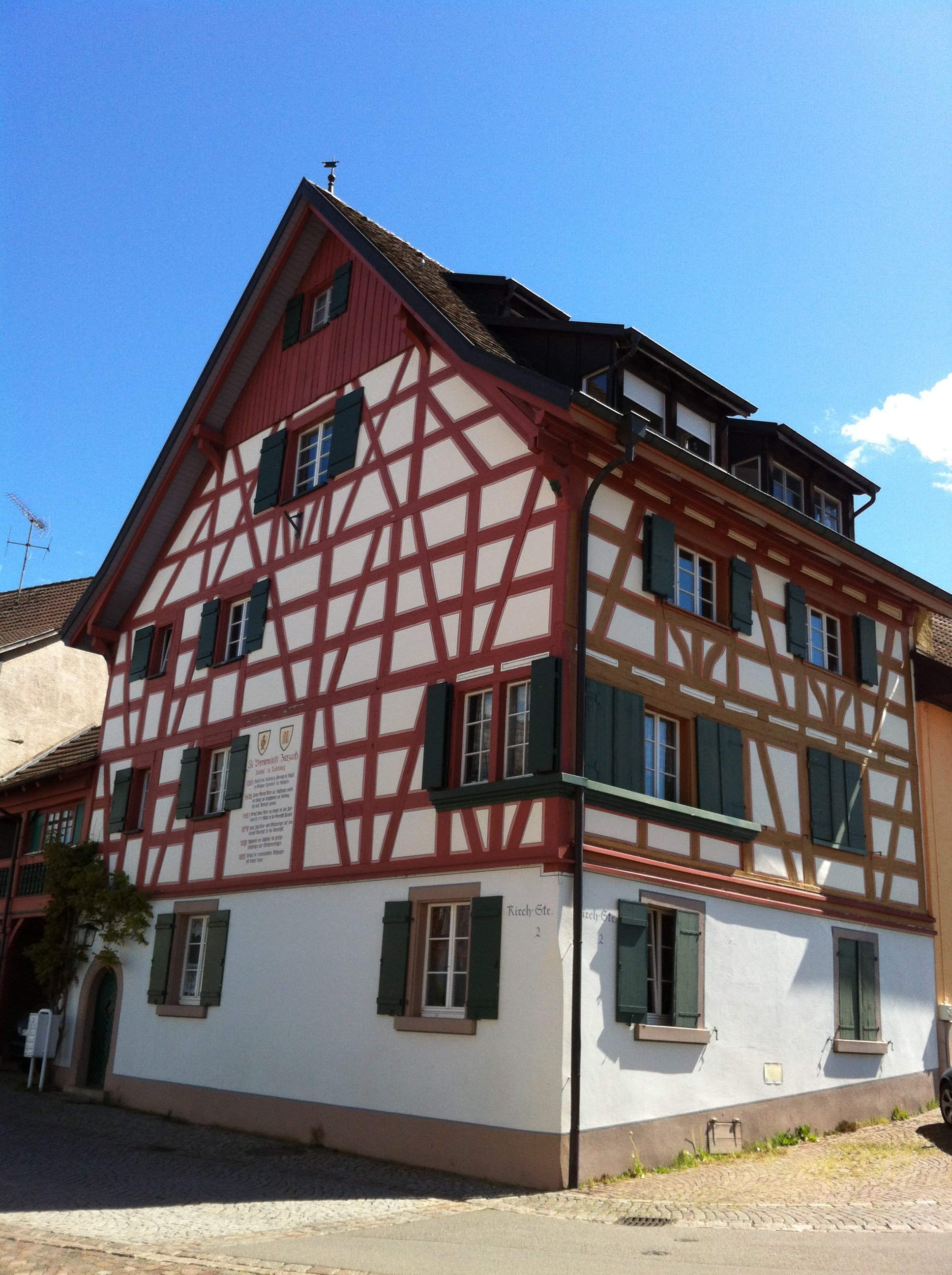
Ehemaliges Haus des Vogts in Kadelburg

### Mittelalter
Dokumentiert, das heißt, in schriftlichen Urkunden erfasst, sind die bestehenden Ortschaften alle in karolingischer Zeit durch Schenkungen des Klettgaugrafen Gotsbert im 9. Jahrhundert an das Kloster Rheinau. Die Vergabungsurkunden datieren auf das Jahr 876.
In den Jahrhunderten der Oberherrschaft der Franken – regional erhielten sich noch lange alamannische Selbstständigkeiten und es kam auch mehrfach zu Aufständen – war die Christianisierung Kennzeichen der mitteleuropäischen Entwicklung. Die Klöster wurden dynamische Zentren von Wirtschaft, Bildung und Kultur – und als Ziele der Einflussnahme der Adelshäuser zu Kristallisationspunkten politischer Macht. „Die Kirche wurde zur stärksten Stütze des fränkischen Königshauses.“ Der Klettgau geriet unter den Einfluss der Klöster Rheinau und dessen Ableger, dem Kloster St. Blasien, und der Abtei Reichenau.
Eine Schweizer Quelle (Johann Acklin, 1665–1690 Stiftsamtmann) beschreibt mittelalterliche Brücken: „die einte oben bei Reckhingen beim Wartbaum genannt, grad gegen der Schifmüllin vorüber“ und eine zweite unmittelbar östlich der heutigen Brücke Zurzach–Rheinheim, deren Holz 1985 „dedrochronologisch (Jahresring-Messmethode) […] aus dem 13. Jahrhundert stammt.“ Es ist die Zeit der prosperierenden, auch friedlichen Phase des Mittelalters mit Minnesang, Schwertleite (Ritterschlag); dem Epos Parzival.
Die Küssaburg war nachweislich über 100 Jahre im Besitz eines eigenen Hauses, der Grafen von Küssenberg (1135–1459) und wurde dann Eigentum des kirchlichen ‚Oberherren‘, dem Bischof von Konstanz. Die Burg spielte eine wichtige Rolle in den folgenden Jahrhunderten immer größerer territorialer Herrschaftsbereiche – großer Adelshäuser, städtischer Zentren, der Eidgenossenschaft – und kam 1497 in den Besitz der Grafen von Sulz. Das Mittelalter gilt ab dem Bauernkrieg [1524/25] als ausklingend – nach der Reformation, die auch in Küssaberg zu Bilderstürmen führte –, entwickelte sich aus regionalen Konflikten der Dreißigjährige Krieg [1618–1648] zum europäischen Machtkampf, der zu großen Verheerungen in Süddeutschland und 1634 auch zur Zerstörung der Küssaburg führte. Nach dem Tod des letzten Grafen von Sulz kamen die Fürsten von Schwarzenberg mit weit entfernten Residenzen in den Besitz des Klettgaus.
> Ausführlich zur Geschichte ab dem Mittelalter siehe auch: Geschichte von Rheinheim
Neuzeit

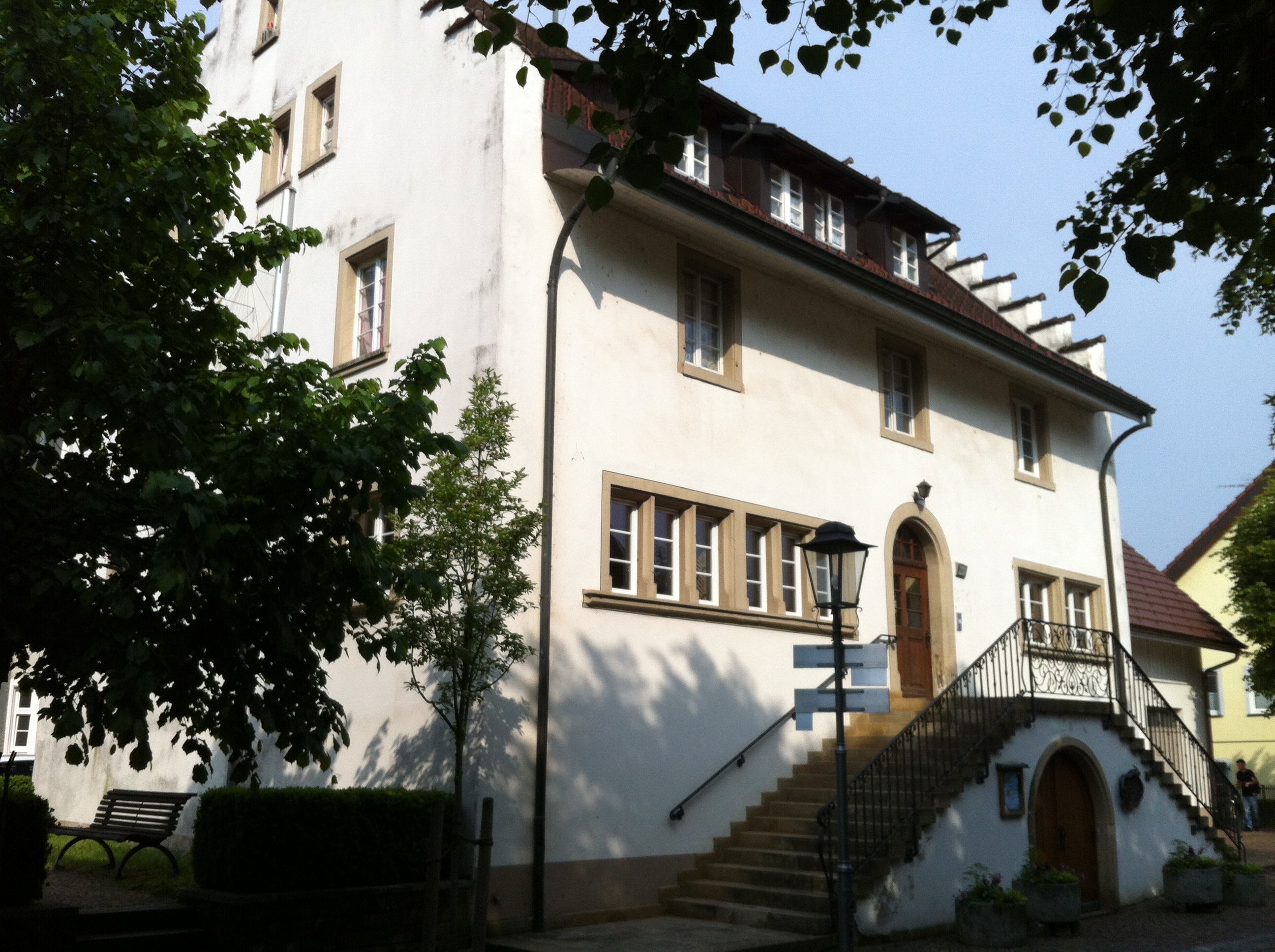
Kaiserliches Jagdhaus (1526), rheinisches Amtshaus (1800), heute mit Museum (1985)

Den Jahrhunderten endloser Fehden, Truppendurchzügen, Massakern und Brandschatzungen setzte letztlich Napoleon ein Ende, der mit seiner ‚Neuordnung Europas‘ durch die Schaffung großer staatlicher Einheiten die mittelalterlichen Lebensumstände endgültig verabschiedete:

„Aber nicht nur die politischen Verhältnisse wandelten sich. Wenn wir gemeinhin die Entdeckung Amerikas durch Christoph Columbus mit dem Beginn der Neuzeit gleichsetzen (1492), so löste sich die Landwirtschaft jetzt erst im Vormärz, das ist die Zeit zwischen dem Wiener Kongreß (1815) und der Revolution von 1848, von den Fesseln des Mittelalters. Niemand dachte vorher an eine Umgestaltung. Dieser Wandel im Bauerntum vollzog sich gleichzeitig mit dem Übergang von der industriellen Hochkultur zum Industrialismus. […] Zur Bauernbefreiung von oben, wie Aufhebung der Leibeigenschaft, Abschaffung von Frondiensten, Zehntablösung und Kapitalisierung der Abgaben [Steuern] trat der Wunsch nach rascher Ertragssteigerung. […] dann kam der Siegeszug der Technik.“

Bis 1805 war die Gemeinde Teil der Landgrafschaft Klettgau, lediglich Kadelburg war ein äußeres Amt der Grafschaft Baden. 1805 kamen Kadelburg und der Klettgau an Baden zum Amt Waldshut. 1847 wurde die fliegende Brücke nach Rietheim eröffnet, die bis 1939 in Betrieb war. Im Jahr 1907 wurde mit der Rheinbrücke Zurzach–Rheinheim eine Straßenverbindung in die Schweiz hergestellt.
Die Ära der Kämpfe der mit der Industrialisierung entstehenden Nationalstaaten um die Herrschaft in Europa und seinem Umfeld führte zum Ersten und schließlich Zweiten Weltkrieg, der die Globalisierung einleitete, die auf friedlichem Wege nicht zustande gekommen war.
Die Neuorganisation der Lebensverhältnisse nach dem letzten Krieg begünstigte auch den ‚Kriegsverlierer‘ Deutschland, das sich auf allen Ebenen reorganisieren konnte und über die friedliche Auflösung des Ost-West-Konfliktes neben wirtschaftlichem Einfluss im Rahmen der Europäischen Union auch wieder politische Bedeutung gewinnt. Davon wurden schließlich auch die traditionell stabilen Verhältnisse in ländlichen Regionen bewegt, die Anfang der 1970er Jahre neu organisiert worden waren.

### Gegenwart
Nach dem Zweiten Weltkrieg hatten die traditionell kleinteiligen sozialen und politischen Strukturen – die selbstständigen (Dorf-)Gemeinschaften – das wirtschaftliche und gesellschaftliche Überleben organisiert, doch im Wiederaufbau und dem Wirtschaftswunder Westdeutschlands schienen sie der Dynamik der modernen Entwicklungen auf allen Ebenen eher im Wege zu stehen:
Ab den 1960er Jahren wurden die staatlichen Strukturen neugeordnet und nach den Landes- und Kreisreformen ging es auch darum …

„... größere, leistungsfähige Gemeinden zu bilden, die neue Verwaltungszuständigkeiten erhalten sollen und wirtschaftlichere und effektivere Planungen und Investitionen über die alten Gemeindegrenzen hinweg in den neuen Gemeinden vornehmen zu können. Anfänglich wurde durch das Land Baden-Württemberg und durch die Politiker die freiwillige Gemeindefusion empfohlen. Die Gemeinden, die sich freiwillig zusammenschlossen, hatten eine Fusionsprämie vom Land Baden-Württemberg erhalten.“

Dieses Ansinnen wurde „heftig und zum Teil leidenschaftlich diskutiert.“ Ursprünglich waren auch größere Einheiten angedacht: Eingliederung nach Waldshut-Tiengen oder Zusammenschluss mit Hohentengen, doch verständigten sich die Bürgerschaften der Küssenberger Region, die auch historisch schon verschiedentlich zusammengefasst worden waren, auf eine eigene Verbindung, für die schließlich noch die Bezeichnungen „Küssaberg“ und „Küssenberger Tal“ zur Disposition standen. Bürgerbefragungen wurden vorgenommen und im Dezember 1972 beschlossen die Gemeinderäte von Dangstetten, Kadelburg mit Ettikon, Küßnach, Reckingen und Rheinheim den freiwilligen Zusammenschluss zum 1. Januar 1973. Lediglich Bechtersbohl hatte schon im Juli 1972 für einen Zusammenschluss mit Lauchringen votiert. Die Gemeinderatssitze wurden nach Bevölkerungsanteilen verteilt.
Per Gesetz wurde Bechtersbohl vom Landtag zum 1. Januar 1975 nach Küssaberg eingegliedert, da „die stärkeren historischen und infrastrukturellen Verflechtungen zur Raumschaft Küssaberg und die geschlossene Topographie maßgebend“ seien. Zuvor war jedoch in Bechtersbohl eine zweite Anhörung vorgenommen worden, bei der „59 Bürger für Küssaberg und 58 Bürger für Lauchringen (votierten).“ Paul Stoll bilanzierte 1981: „Viele Bürger waren […] nicht begeistert“, doch in den dem Zusammenschluss folgenden Jahren durch den „Bau einer zentralen, mechanisch-biologischen Abwasserreinigungsanlage, Sanierung und Ausbau der Trinkwasserversorgung, Einrichtung von Kindergärten, Bau einer neuen Hauptschule [statt der Dorfschulen] und Allwetteranlagen im Gemeindezentrum, Ausbau von Straßen […] hat (diese Reform) die kritische Prüfung bestanden.“
Der Autor schloss seinen Beitrag mit der Bemerkung:

„Wenn nun im letzten Drittel des 20. Jahrhunderts, den Jahren der Reform-Euphorie, die Selbstständigkeit der Gemeinden geopfert werden mußte, so sollen sich die Bürger genauso der Geschichte der Vergangenheit verpflichtet fühlen wie früher. Wir sollten uns ohnehin der Geschichte mehr öffnen. Es ist lehrreich, sinnvoll und auch recht nützlich, die Erfahrungen der Vergangenheit zu bedenken, die historischen Zusammenhänge zu kennen. Auf diese Weise wird vermieden, daß jede Generation die gleichen Fehler wiederholt.“

Ein Ereignis von internationaler Bedeutung war der Militärische Brückenschlag Deutschland-Schweiz, die einzige bisher stattfindende gemeinsame Übung von Bundeswehr und der Schweizer Armee mit dem Bau eines mit den jeweiligen Brückensystemen (LKW-Fähren und Pontonbooten) kombinierten Übergangs über den Rhein nahe Bad Zurzach und Rheinheim durch Pioniereinheiten vom 22.–27. Juni 1995.

## Persönlichkeiten
- Emil Müller-Ettikon (1911–1985), Schriftsteller und Historiker
- Alphons Leute (1836–1873), nach den USA ausgewandert, Lyriker
- Johann Roder (1814–1890), geboren im Ortsteil Rheinheim, Gast- und Landwirt, Posthalter, Viehzüchter und -händler sowie Politiker
- Christian Roder (1845–1921), geboren im Ortsteil Dangstetten, Archivar und Historiker
- Karl Friedrich Würtenberger (1838–1911), Kaufmann, Ehrenmitglied der russischen Akademie in St. Petersburg und Heimatdichter